# アッツ島の戦い
アッツ島の戦い（アッツとうのたたかい、英語: Battle of Attu）は第二次世界大戦（太平洋戦争）の戦いの一つであり、1942年6月7日以来日本軍が占領していたアッツ島を、アメリカ軍が奪還を目指して始まった戦いである。1812年に始まった米英戦争以来、131年ぶりにアメリカ領土を敵から奪還する戦いとなった。5倍の兵力のアメリカ軍を相手に日本軍守備隊は激戦の末に全滅したが、アメリカ軍が払った代償も大きく、戦闘による日本軍とアメリカ軍の人的損害の比率が、この後の硫黄島の戦いに次ぐ高い比率となった。アッツ島守備隊の全滅は、日本国内で初めて「玉砕」という言葉で報じられ、国民に大きな衝撃を与えた。

## 概要

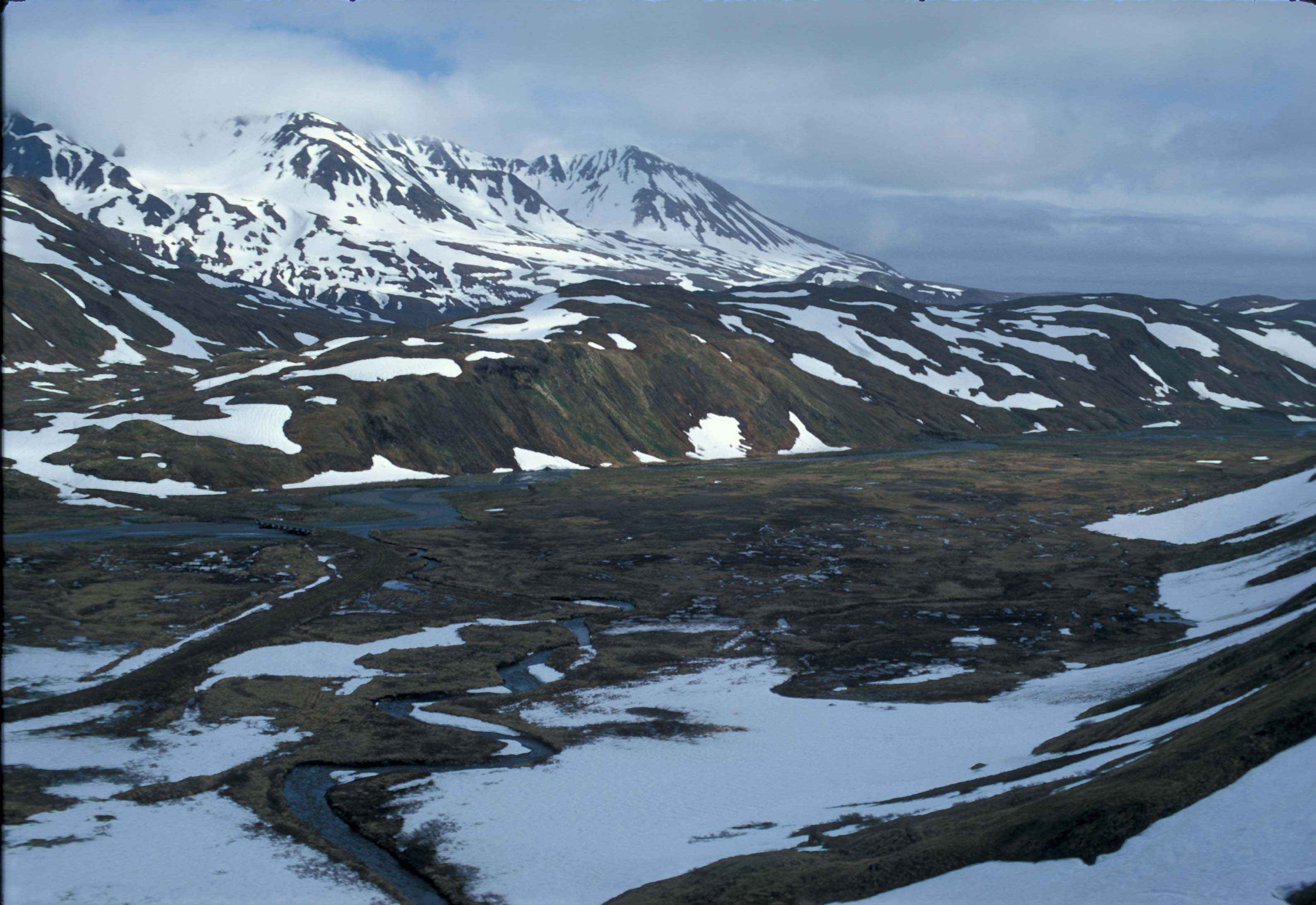
アッツ島の風景（2013年）

太平洋戦争におけるアリューシャン方面の戦いにともない1943年（昭和18年）5月中旬から下旬にかけてアッツ島でおこなわれた戦闘。1942年6月以来日本軍が占領していたアッツ島の奪回を目指し、1943年5月12日にアメリカ第7歩兵師団が戦艦や巡洋艦、護衛空母、駆逐艦等の援護の下に上陸を開始した。
山崎保代陸軍大佐指揮下の日本陸軍がアッツ島（当時の日本側呼称は熱田島）を防衛していたが、兵力も防御施設も不十分であった。
北方方面を担当する日本海軍の第五艦隊もアメリカ艦隊に対し有効な反撃を行えず、またアッツ島への補給や救援に失敗した。島を包囲するアメリカ艦隊を攻撃した潜水艦1隻が撃沈された。連合艦隊は空母機動部隊や大和型戦艦を含む主力艦部隊を本州横須賀方面に集結させたが、ミッドウェーを主戦場とすることとしていたため、両面作戦を展開できる余力はなく、反撃には出なかった。
大本営はアッツ島増援を検討したものの、この島を守る意味に欠ける日本軍は、最終的には西部アリューシャン（アッツ島、キスカ島）の確保を断念する。5月20日、アッツ島の放棄と、キスカ島からの撤退を発令した。アッツ島守備隊は上陸したアメリカ軍と17日間におよぶ激しい戦闘の末、5月29日に指揮官の山崎が、残存兵力を率いて最後のバンザイ突撃を敢行、結果として日本軍は、16人もしくは29人が捕虜となったがそれ以外は2,350人全員が戦死あるいは自決し、守備隊は玉砕した。アメリカ軍の犠牲は、戦死549人、戦傷1,148人、戦闘外の死傷者約2,100人で、この戦闘外の被災者の多くは寒さ・気候と不適切な衣服、とくに濡れをふせげなかった靴からの凍傷等に起因するもので、病気・凍傷による戦線離脱者が約1,200人、病気・寒さによる死者614人、自殺・戦闘疲労・事故による死者318人となっている。日本軍の死者・降伏者100人に対し、アメリカ軍の戦闘による死傷者だけでも71人の比率となった。
本記事では、アッツ島攻防戦に至る経緯、アッツ島地上戦闘の様相、日本軍が西部アリューシャン（アッツ島、キスカ島）の放棄を決定するに至った経緯を記述する。

## 背景

### 日本側

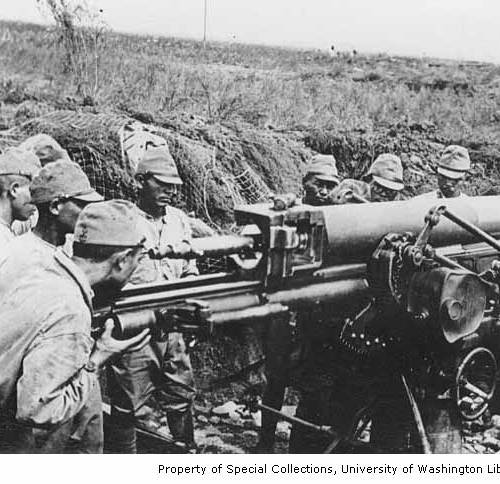
八八式七糎野戦高射砲を操作するアッツ島守備隊兵士

連合軍が1942年（昭和17年）4月18日に敢行したB-25爆撃機による日本本土空襲は、日本軍に大きな衝撃を与えた（ドーリットル空襲）。
日本軍は同年5月下旬に実施されたミッドウェー作戦の陽動作戦として、また北東方面からの連合軍空襲阻止を企図し、アメリカ領土であるアリューシャン群島西部要地の攻略または破壊を目的として、さらに米ソ連絡遮断を企図して、アリューシャン作戦を発動した。
日本陸軍の北海支隊（支隊長穂積松年陸軍少佐、独立歩兵一大隊、独立工兵一中隊、高射砲中隊、補助部隊、約1,150名）はアリューシャン列島のアッツ島を、舞鶴鎮守府第三特別陸戦隊はキスカ島を攻略することになった。アッツ島は「熱田島」、キスカ島は「鳴神島」と改称された。大本営陸海軍部、連合艦隊（司令長官山本五十六海軍大将）、第五艦隊（司令長官細萱戊子郎海軍中将）の防衛方針は統一されておらず、アッツ島玉砕の原因は攻略計画立案時から内包されていた。たとえば大本営海軍部（軍令部）と連合艦隊は「キスカやアッツの守備は陸上兵力と水上機だけで良い」「飛行場を造るつもりはない」と考えていたが、第五艦隊や日本陸軍は「飛行場を建設して積極作戦に打って出たい」と考えていた。
この時期、アメリカ軍がアリューシャン方面に配備していた兵力は貧弱であった。日本軍の暗号解読により攻勢を察知したアメリカ軍は、巡洋艦5隻・駆逐艦14隻・潜水艦6隻をアリューシャン方面に派遣した。一方の日本軍は第五艦隊と第四航空戦隊（司令官角田覚治少将：空母龍驤、隼鷹）を基幹とする機動部隊と攻略部隊でアリューシャン方面に進撃する。6月7日、アッツ島攻略部隊（第一水雷戦隊〈阿武隈、若葉、初霜、初春〉、輸送船〈衣笠丸〉）は第7師団の穂積部隊（北海支隊独立歩兵第三〇一大隊と配属部隊の独立工兵一個中隊）の約1,100名を乗せてアッツ島に到達、同島に上陸して6月8日に占領した。キスカ島の守備は日本海軍の陸上部隊が、アッツ島の守備は北海支隊が行うことになった。
6月23日、大本営は西部アリューシャン群島の長期確保を指示した。
アメリカ軍はウムナック島の基地から大型爆撃機で空襲をおこない、また潜水艦を投入して日本軍に損害を与えた（7月5日の海戦など）。
8月8日、巡洋艦を基幹とするアメリカ艦隊はキスカ島に来襲し、艦砲射撃を敢行した。ガダルカナル島攻防戦の生起にともない大本営の関心はソロモン諸島に集中しており、大本営陸海軍部は特に検討することなく北海支隊のキスカ島移駐を命じた。北海支隊はアッツ島を放棄するに際し、携行できない軍需品を焼却し、建設していた施設を破壊した（この説について、樋口北方軍司令官は、後のキスカ撤退の時の話が混同されているのではないかとの疑問を戦後に呈している。）。またアッツ島のアリュート族住民約40名を同行した。
第五艦隊の協力下、穂積支隊はキスカ島への転進を完了した。この時点で北海支隊は第五艦隊の指揮下に入った。日本軍の防衛方針は、相変わらず統一されていなかった。
10月18日、日本軍はアメリカのラジオ放送からアムチトカ島が占領されたと判断し（実際は誤報であった）、急遽アッツ島の再占領を決定した。
10月20日より、アッツ島の再占領がはじまる。
24日、大陸命第七百八号と第七百九号により北海守備隊が新編され、第五艦隊司令長官の指揮下に入った。北海守備隊司令官には峯木十一郎陸軍少将（陸士28期）が任命され、札幌の守備隊司令部に着任した。
一方、占守島を守備していた米川浩陸軍中佐（陸士第31期）が率いる北千島第89要塞歩兵隊の2,650名が、アッツ島に配備される。米川部隊は第五艦隊の軽巡洋艦や駆逐艦に分乗してアッツ島へ移動、10月29日に上陸した。米川はもともと北進論の支持者で、占守島にいたとき、やってきた漁船の船長から日本軍が愈々アッツ・キスカ島を攻めるようだという話を聞いたとき、それを喜んで船長と酒を酌み交わしたという話も伝わる。
11月1日、大本営は各方面に陸海軍中央協定を指示する。第五艦隊司令長官が北海守備隊を指揮すること。キスカ島とセミチ島に陸上航空基地を、キスカ島とアッツ島に水上航空基地を建設すること。陸上航空基地の建設は陸軍の担任であること。急速輸送は海軍艦艇が、その他は陸軍輸送船が担任し「右陸軍輸送船（軍需品ヲ含ム）ニハ護衛（間接護衛ヲ含ム）ヲ附スルヲ本則トス」。以上のような項目が定められた。
この方針により、西部アリューシャン列島の各島で飛行場の建設と陣地強化がはじまった。鳴神地区隊（キスカ島）は北海守備隊司令官が担任し、熱田地区隊は北千島要塞歩兵隊長が担任する。だが地形や補給の関係から飛行場の建設は遅々として進まず、キスカ島・アッツ島とも飛行場の完成前に米軍の反攻に晒されることになった。また一年のほとんどが霧か時化という気候のため、守備隊にはストレスのあまり精神を病む者が続出した。さらに絶え間ない空襲や艦砲射撃の恐怖、補給不足による栄養失調が重なった。
11月25日、アッツ第二次輸送作戦（阿武隈、木曾、若葉、国後等が参加）が行われて成功したが、セミチ島攻略部隊は輸送船「ちえりぼん丸」がアッツ島で空襲をうけ擱座したため中止された。各島への輸送と部隊配備は12月末までに終了する計画だったが、輸送船の被害や、水上戦闘機の進出が遅れたことが重なり、昭和18年3月末完了予定と延期された。同時期の日本軍艦船は、連合軍による空襲の激化と潜水艦の蠢動によりアリューシャン列島から北千島への退避を余儀なくされており、補給輸送の断絶はアッツ島・キスカ島の命脈が絶たれることを意味した。
1943年（昭和18年）初頭になるとアメリカ軍はアッツ島への圧力を強め、従来の航空機や潜水艦による封鎖や妨害の他に、水上艦艇による襲撃も行うようになった。アメリカ艦隊は建設中の飛行場に艦砲射撃を加えており、アメリカ軍の上陸は間近と予想された。また輸送船にも被害が続出した。
1月6日、アッツ到着目前の「琴平丸」が空襲で沈没する。同日、キスカ行の増援部隊を乗せた「もんとりーる丸」が空襲で沈没する。1月24日、日本軍は米軍がアムチトカ島に進出したのを発見した。2月になると、米軍はアムチトカ飛行場の使用を開始し、日本軍の水上戦闘機では対抗できなくなった。アリューシャン方面の制空権は連合軍のものとなった。
大本営海軍部（軍令部）では一部で撤退意見があったものの、福留繁軍令部第一部長をはじめ大多数は「アメリカ領土であるアリューシャン列島の保持」という方針を堅持した。
同年2月5日、大本営は北部軍司令部を改変し、北方軍司令部（司令官樋口季一郎陸軍中将）を編成した。この改変にともない、北海守備隊は第五艦隊司令長官の指揮下を離れ、北方軍の隷下に入った。すなわち西部アリューシャンの防衛は北方軍と第五艦隊、千島方面の防衛は北方軍と大湊警備府の担当となった。アッツ島に陸上航空基地を建設することが決まり、飛行場完成は3月末を目標とした。飛行場や防御施設の整備は進んでいなかったが、現地を視察した日本陸軍上層部は海軍に「キスカやアッツ島の陸海軍は仲良く協調し、糧食も十分、飛行場整備も大いに進捗、さして心配はいらぬ」と説明しており、後日のアッツ島上陸の報をうけた宇垣纏連合艦隊参謀長は「彼等（日本陸軍）の楽観説には誠に恐れ入るものあり」と評している。

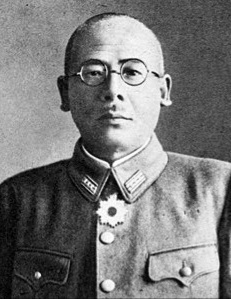
山崎保代大佐

2月11日、大本営陸軍部は北海守備隊（司令官峯木十一郎陸軍少将、キスカ在）の編成を改正し、キスカ島を担当する第一地区隊（歩兵三コ大隊、地区隊長佐藤政治陸軍大佐）と、アッツ島を担当する第二地区隊（歩兵一コ大隊、地区隊長は米川浩中佐から山崎保代陸軍大佐に交代）を区分した。米川浩中佐は山崎保代大佐の下に付くこととなった。同時に人員・武器弾薬・物資の増援が計画されたが、海防艦「八丈」に護衛されていたアッツ行輸送船「あかがね丸」がアメリカ艦隊により撃沈された。日本軍は戦略の転換をせまられ、第五艦隊の護衛による集団輸送方式に転換した。
3月10日、第五艦隊と第一次増援輸送船団（君川丸、粟田丸、崎戸丸）がアッツ島に到着して輸送に成功した。これがアッツ島に対する最後の輸送船補給となった。
続いて第二次増援輸送として第五艦隊と輸送船3隻（アッツ行/山崎大佐以下第二地区隊本部、砲兵大隊および高射砲大隊本部、増援一個中隊、野戦病院の一部と軍需品。キスカ行/北海守備隊司令部、未進出部隊ほか。輸送船/淺香丸、崎戸丸、三興丸）は北千島を出撃した。しかし3月27日にアメリカ水上艦隊と遭遇してアッツ島沖海戦（連合軍呼称はコマンドルスキー諸島海戦）が生起し第五艦隊旗艦「那智」が小破、第五艦隊は撤退して輸送作戦は中止された。山崎保代大佐も上陸できなかった。これ以降、アッツ島に対する水上艦の輸送は悪天候や米軍機の妨害により実施できず、潜水艦による輸送に限定された。
この海戦の後、第五艦隊司令長官は細萱中将から河瀬四郎海軍中将に交替した。山崎大佐は4月18日に「伊31」潜水艦に便乗してアッツ島に到着した。4月下旬、アッツ島に幅約100ｍ×長さ約1000ｍの飛行場がほとんど完成し、視察に来た海軍将校は大本営に戦闘機約一個戦隊のアッツ進出を意見具申した。大本営海軍部は戦闘機隊のアッツ進出に一旦同意したが間もなく取り消し、日本陸軍は憤慨して失望した。
軍令部第一課長山本親雄大佐は「敵が五月アッツ島に上陸するとは考えていなかった。来てもまずキスカ島であろうと考えていた」と回想している。4月11日に東京でおこなわれた中央関係者・北方軍・第五艦隊の懇談会で、北方軍は「米軍の反攻作戦は霧期前（4月〜5月）におこなわれ、キスカ島への反攻は必至で間近い」と意見している。第五艦隊は北方軍の主張するアッツ中心主義に同調したが、霧期前の強行輸送には同意しなかった。源田実大本営海軍部参謀は「海軍機の現地飛行場進出は7月中旬、それまでは水上戦闘機で対処。陸軍戦闘機の（アッツ、キスカ）進出は無理」と述べている。アメリカでは西部アリューシャンの奪回と時機を公表して宣伝しており、報道を知った日本軍は警戒を強めていた。

### アメリカ側

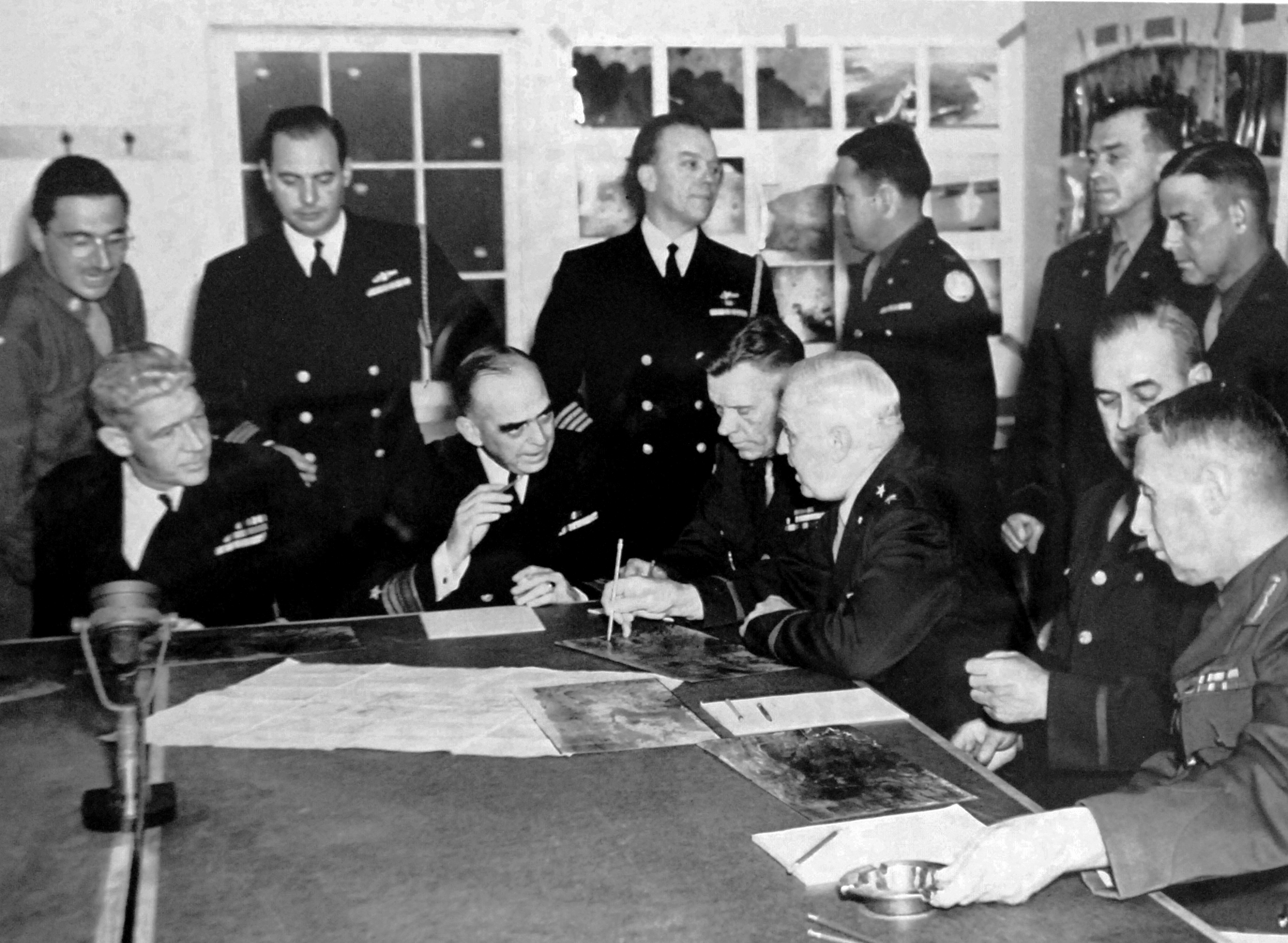
アリューシャン作戦のアメリカ陸海軍指導部、着席している左から2人目がアメリカ海軍北太平洋軍司令官トーマス・C・キンケイド少将、4人目がアメリカ陸軍アラスカ防衛軍司令官サイモン・B・バックナー少将

アメリカは日本軍がアリューシャン列島を確保しようとする企図は以下の3つにあると分析していた。
1. シベリア攻撃準備
2. アメリカ、ソビエト連邦の連絡路遮断
3. アラスカ侵入準備

そこで、アメリカのフランクリン・ルーズベルト大統領は、ソビエト連邦の最高指導者ヨシフ・スターリンに、北太平洋問題に関する秘密軍事会議の開催を提唱した。しかし、スターリンは日本がソビエト連邦と開戦する意思はないと考えており、日ソ中立条約もあって、日本を刺激することを避けるために、ルーズベルトの提案を拒否した。アメリカも、ソビエト連邦の態度を見て、日ソ開戦はないと判断、脅威はアラスカへの日本軍の侵入だけとなったと判断し、防衛のために、アラスカ防衛軍（司令官：サイモン・B・バックナー少将）の兵力を1942年8月までには71,500人まで増強したが、ジョージ・マーシャル陸軍参謀総長は、アリューシャン方面は夏は濃霧がたちこめ、冬は暴風雨が荒れ狂う、世界中でももっとも軍事行動に不向きな地域であり、空襲で押さえつけておけば、日本軍の作戦行動を阻止できると判断していた。
アメリカ陸軍中央の消極的な方針に対して、現地部隊を指揮するアメリカ西部防衛司令部司令官ジョン・デヴィット中将とバックナーは、日本軍がキスカ島で戦力を増強しているのは、ダッチハーバーを足掛かりにアラスカに侵攻する準備であると分析しており、アラスカとアメリカ西海岸のアメリカ陸軍とアメリカ海兵隊の戦力を結集し、機先を制してキスカ島を攻略して、日本軍の侵攻を阻止しようと考えていた。さらには、アメリカ海軍の主力も北太平洋に投入し、日本海軍を決定的な海戦に引き込むべきだとも主張した。デヴィットとバックナーの作戦提案に対して、マーシャルは冷淡な対応に徹し、マーシャルの使いとしてデヴィットに参謀本部の方針を伝えた参謀本部次官補ローレンス・クーター准将は、参謀本部はアリューシャン情勢をほとんど重要視しておらず、厳重に防御に徹するべきマイナーな作戦地域だと考えていることを、かなり露骨に告げている。
それでも、デヴィットとバックナーは作戦規模を縮小し、せめてアッツ島とキスカ島は奪還すべきと主張し続けた。これは、同じく日本軍に占領されていたフィリピンなどとは異なり、アリューシャンはれっきとしたアメリカの領土で、国民感情にも配慮してのことであった。また、デヴィットはルーズベルトに「太平洋岸の軍事的安全保障のためには、日系人全員の退避を含む広範な文民統制、破壊工作対策及びスパイ対策の確立が必要である」と勧告し、ルーズベルトに大統領令9066号を署名させ、日系人の強制収容のきっかけを作るなど、対日戦争で存在感を示したいという野心もあった。ルーズベルトも、アメリカの領土が日本軍に占領されているのに手をこまねいているのは国内世論に悪影響を及ぼすと考え、「戦艦を動員して、キスカのジャップを吹き飛ばしたらどうか」とアーネスト・キング海軍作戦部長に示唆したこともあった。
ルーズベルトの意向もあって、マーシャルもアッツ島とキスカ島を奪還するだけの限定的な作戦であれば異論はなかった。そこでデヴィットはタナガ島に部隊を進出させて、キスカ島攻略の足掛かりとすることを提案しバックナーも同意した。しかし、海軍はタナガ島周辺の海域は艦船の航行上危険が大きいとして、約60マイル東にあるアダック島への上陸を申し出てきた。アラスカ方面のアメリカ陸海軍は連携が取れておらず、お互いに不信感を募らせており足並みが揃わなかった。アメリカ陸海軍の連携不足の一因は、アラスカ方面のアメリカ海軍司令部がコディアック島にあったのに対し、アメリカ陸軍司令部は300マイル近く離れたアンカレッジ近くのフォート・リチャードソンにあって物理的に離れており、コミュニケーションが希薄なこともあった。やむなく、デヴィットは海軍の申し出を了承して、まずは足掛かりとして、1942年8月16日にアダック島近くのアトカ島に800人の陸軍部隊が上陸、26日からは4,500人もの陸軍部隊が順次アダック島に上陸し、突貫で飛行場を整備した。
アダック島の飛行場はすぐにその価値を示し、9月14日には12機のB-24爆撃機と28機の護衛戦闘機が出撃し、キスカ島を爆撃、軍事施設と水上機や特殊潜航艇を撃破している。その後もキスカ島やアッツ島へ爆撃を続け、駆逐艦や輸送艦を撃沈破するなど、両島への補給路に大きな打撃を与えたが、冬季に入って天候が悪化したため、11月から翌1943年2月までの間は低調な出撃に留まった。その間、アメリカ陸海軍は作戦協議を進めて、キスカ島への水陸両用作戦が必要という認識で一致しており、必要な戦力として、陸軍の1個師団相当を想定していたが、水陸両用作戦の専門的な訓練には少なくとも3か月の期間を要し、冬季の悪天候も考慮すると、早くとも翌1943年3月以降にしか作戦準備は整わないと判断された。

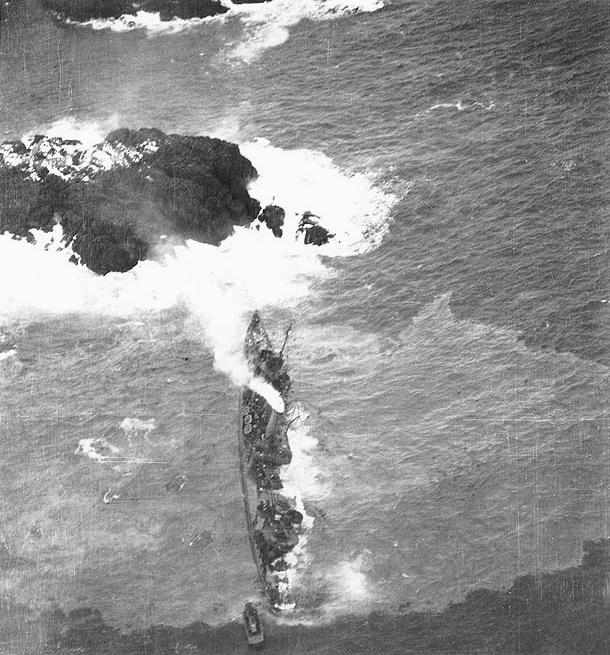
アムチトカ島沖合で座礁後に沈みゆくアメリカ海軍駆逐艦「ウォーデン」

南太平洋でのガダルカナルの戦いでアメリカ海軍は多数の艦船を失い、北太平洋のアメリカ海軍戦力であった第8任務部隊の巡洋艦5隻、駆逐艦13隻の一部が南太平洋方面に転用されており、戦力の補充があるまでは大規模な水陸両用作戦は困難であると判断されて、その間は前線基地の強化と部隊の訓練に注力していた。こうしてなかなか進まなかった作戦計画であったが、1942年12月にトーマス・C・キンケイド少将がアメリカ海軍北太平洋軍司令官に着任すると、それが加速していくことになる。キンケイドはアメリカ太平洋艦隊司令長官兼太平洋戦域最高司令官チェスター・ニミッツ提督から北太平洋の戦況を聞くと、日本軍によるアムチトカ島への飛行場建設を阻止するため、同島の確保が必要と考え、タナガ島確保に拘るデヴィットとバックナーら陸軍側を説得して、確保目標をアムチトカ島にすることを承認させた。年が明けて1943年1月12日、アムチトカ島コンスタンティン・ハーバーに2,000人のアメリカ兵が上陸したが、上陸支援任務中の駆逐艦「ウォーデン」が、強風と荒波によって座礁してそのまま沈没してしまった。さらに悪天候は続き、輸送艦「アーサーミドルトン」も座礁し、多数の上陸用舟艇も沈没して、アメリカ軍は少なくない損害を被ったが、この悪天候のおかげもあって、日本軍はアメリカ軍がアムチトカ島を確保したことに暫くは気が付かず、1月後半になってようやく気が付くと、1月24日から執拗に空襲を繰り返したが、アメリカ軍は2月16日までには飛行場の整備を終えてしまった。
アムトチカ島を確保と並行して、アメリカ陸海軍によるアリューシャン奪還作戦の協議が順調に進んでいたが、その目標は当初の予定通りキスカ島とされていた。その理由はもっとも日本軍によって固く守られていた島であるということと、良好な港があり、飛行場を整備できる平坦な地形が多いということであった。デヴィットはキスカ島攻略部隊として第7歩兵師団を主力とする後方支援部隊も含めた25,000人の兵力を準備していたが、アメリカ海軍はキスカ島には10,000人の日本軍兵力があると推定しており、デヴィットの準備した兵力では戦力不足だと危惧していた。しかし、アメリカ陸軍参謀本部は、あくまでもアラスカ方面の兵力で対応可能な限定された侵攻作戦を望んでおり、デヴィットの計画を承認した。第7歩兵師団が上陸準備を進める中、2月に入って天候も回復したことからアムトチカ島からのキスカ島への爆撃は強化されて、2月には150トン、3月にも同程度の爆弾が投下された。
しかし、アメリカ海軍は守りが固いキスカ島への侵攻に対する懸念が拭いきれておらず、3月に入ると、キンケイドは、航空偵察などによって兵力が僅か500人しかいないと見積もっていた(実際は2.650人であった)アッツ島に攻略目標を変更すべきとアメリカ陸軍に提案した。アメリカ海軍は、激戦が続く南太平洋上方面から、艦船を北太平洋に転用することができなかったので、キンケイドの指揮下の艦船は不足しており、特に水陸両用作戦に必要な攻撃輸送艦を1隻も準備することができないという切実な事情もあった。キンケイドは、アッツ島であれば、現在準備中の第7歩兵師団の1個師団でも十分な戦力で、輸送する艦船も足りることや、アッツ島を占領して飛行場を建設すれば、キスカ島と日本本土を結ぶ補給路を分断することができて、キスカ島を無力化できるとも考えた。この提案には陸軍のバックナーも同意し、アメリカ統合参謀本部は作戦開始直前に攻略目標をアッツ島に変更することを承認した。ニミッツは特別砲撃支援艦として、真珠湾攻撃で損傷した後に戦線復帰した「ネヴァダ」「ペンシルベニア」など3隻の戦艦を増援として派遣し、アッツ島への上陸作戦は5月7日と定められた。アッツ島周辺は1年霧に覆われているが、この時機は濃霧期の直前であった。アメリカ軍の計画では3日で全島を制圧する予定であった。

## 経過

### アッツ島地上戦

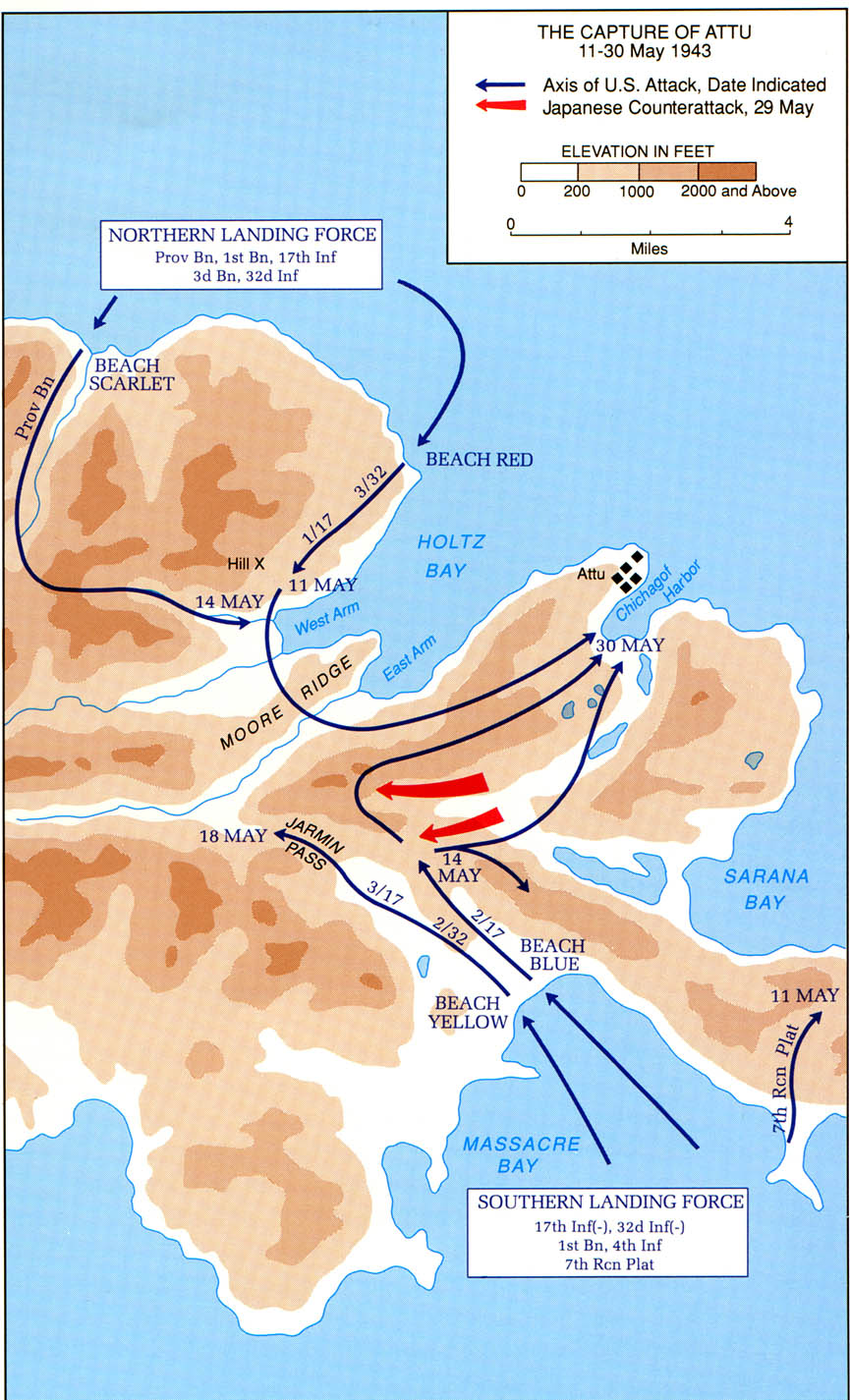
青い矢印が米軍の進路、赤い矢印は29日の日本軍最後の反撃の進路

#### アメリカ軍上陸

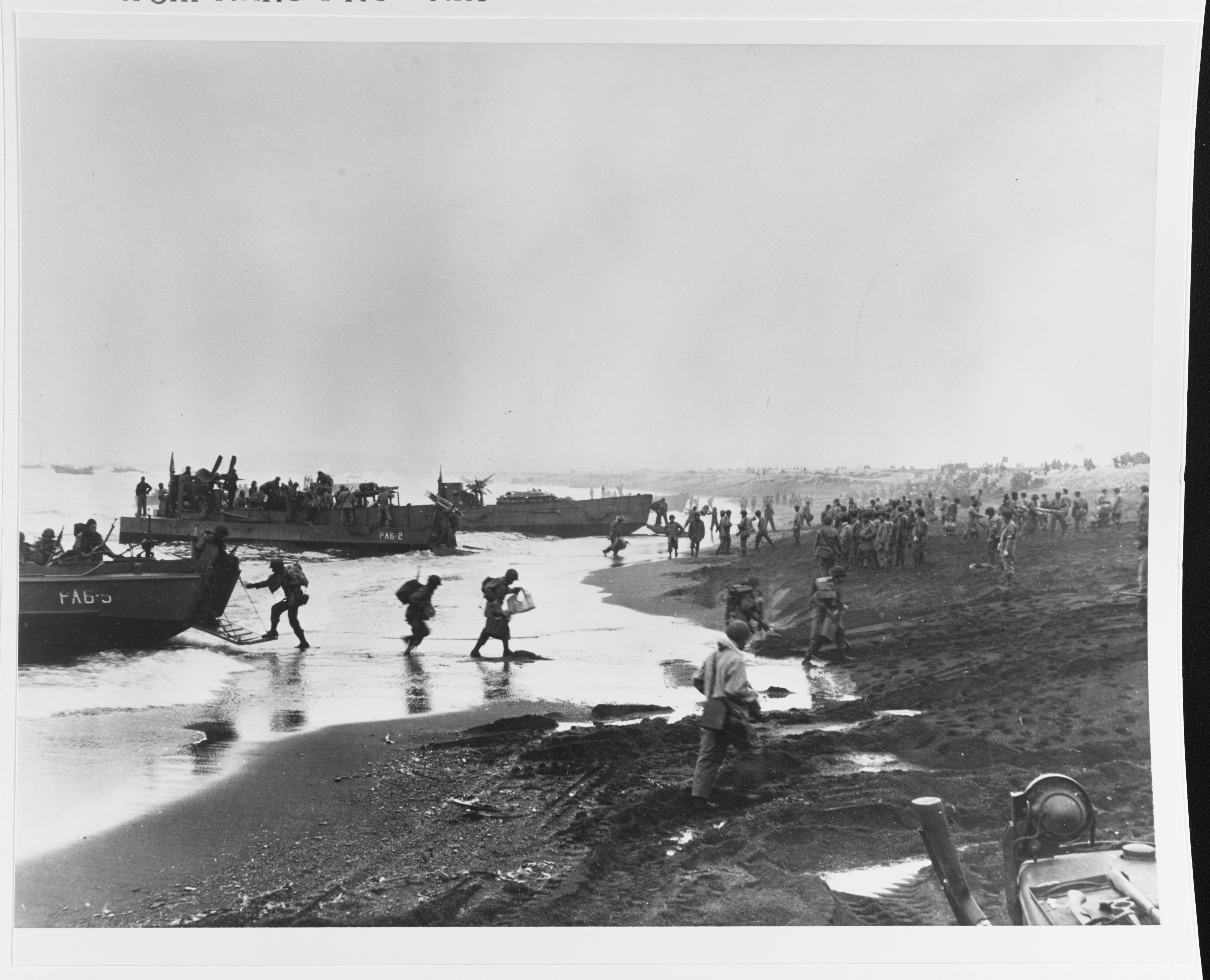
アッツ島に上陸したアメリカ軍

1943年（昭和18年）5月4日、フランシス・Ｗ・ロックウェル少将が率いる戦艦3隻、巡洋艦6隻、護衛空母1隻、駆逐艦19隻、輸送船5隻などからなる攻略部隊、第51任務部隊がアラスカのコールド湾を出港した。編成は以下の通り。
- 戦艦「ネヴァダ」「ペンシルベニア」「アイダホ」
- 護衛空母「ナッソー」
- 重巡洋艦「サンフランシスコ」「ルイビル」「ウィチタ」
- 軽巡洋艦3隻
- 駆逐艦19隻
- 輸送船4隻など

上陸部隊はアルバート・E・ブラウン陸軍少将が指揮する陸軍第7師団1万1000名であった。アメリカ軍の作戦名は「ランドクラブ作戦 (Operation Landcrab)」という。
作戦計画では上陸予定は5月7日であったが、天候不良による磯波で2度に渡って上陸が延期され、上陸部隊は洋上で天候回復を待って、5月12日に上陸を開始した。主力は霧に紛れて北海湾北端(ホルツ湾 レッドビーチ)と旭湾(マカッサル湾)、さらに日本軍を陽動するために小部隊がアッツ島北端海岸など数カ所に上陸し、海岸に橋頭堡を築くことに成功した。主力は旭湾から上陸したアメリカ軍南部隊で、第17歩兵連隊の第2、第3大隊と第32歩兵連隊第2大隊及びM101 105mm榴弾砲3個中隊で編成されており、第17歩兵連隊長のエドワード・P・アール大佐が直卒していた。北海湾北端に上陸するアメリカ軍北部隊は第17歩兵連隊第1大隊と野砲1個中隊で編成されていた。作戦計画としては、主力のアメリカ軍南部隊が上陸後にひたすら北進し、北海湾北端から上陸後に目の前の重要拠点芝台(Hill X)を攻略し、その後も付近の高地を攻略しながら南下するアメリカ軍北部隊と合流し、その後に、日本軍を東方に追い込み、最後は熱田湾（チチャゴフ港）まで押し込んで殲滅しようというものであった。
一方で日本軍は、アメリカ軍主力の上陸地点を北海湾正面と予想しており、厚く戦力を配置していた。山崎の司令部は北海湾の東浦（イーストビーチ）に置いており、アッツ島守備隊主力の北千島要塞歩兵隊（指揮官：米川浩中佐）や山砲や高射砲が北海湾一帯を守っていた。一方で旭湾には独立歩兵第303大隊（大隊長：渡辺十九二少佐）の林俊夫中尉率いる1個中隊と少数の山砲隊しか配置されておらず、日本軍は全く不意を突かれた形となってしまった。それでも日本軍は上陸したアメリカ軍を程なく発見し、迎撃体制についた。海軍部隊の指揮は、5月10日に伊31潜水艦でアッツ島に到着した第五艦隊参謀江本弘少佐がとった。守備隊は電文でアッツ島上陸を報告した。報告を受けた北海守備隊司令部は以下の電報を送った。
アメリカ軍は戦艦部隊でアッツ島の日本軍守備隊に対し艦砲射撃をおこなったが、もとより上陸地点の日本軍の戦力は少なく有効な損害を与えられなかった。アメリカ軍は日本軍の抵抗をほとんど受けることなく、上陸日当日には、旭湾には主力の2,000人、北海湾北端には1,000人の兵力を上陸させることに成功した。この日は霧で視界が悪かったこともあり、両軍の戦闘は殆ど発生しなかったが、不意を突かれた山崎はこの霧を利用して守備隊の再配置を行い、アメリカ軍の動きを見守っていた。

#### アメリカ軍苦戦

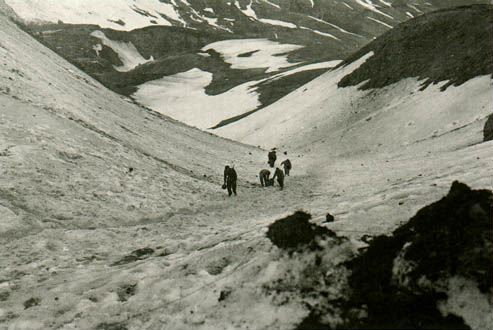
険しい地形がアメリカ軍を阻んだ

2日目の5月13日、北海湾北端から上陸したアメリカ軍北部隊は、周辺を一望できる芝台(Hill X)にある日本軍の陣地に霧に紛れて接近してきた。芝台を攻略されると、日本軍守備隊主力が配置されている北海湾一帯の日本軍集結地が一望されてしまうため、日本軍守備隊はここに船舶工兵第6連隊第2中隊（指揮官：小林徳雄大尉）と北千島要塞歩兵隊（指揮官：米川浩中佐）の1個中隊が配置していたが、アメリカ軍を芝台前方にある深い谷におびき寄せて一気に殲滅するため、陣地に籠って身を潜めていた。アメリカ兵が警戒しながら谷まで到達したのを見計らって指揮官の小林は「いまだ、撃て、撃て！」と攻撃号令を下した。これまで我慢を重ねていた日本兵は小林の命令で一斉に攻撃を開始、軽機関銃の掃射でアメリカ兵をバタバタとなぎ倒し、正確な照準の迫撃砲の連続砲撃が機銃掃射から逃げようとするアメリカ兵を宙に吹き飛ばした。そして、物陰に隠れようとしたアメリカ兵に対しては九九式小銃が正確な狙撃を行い、進撃してきたアメリカ軍はたちまち兵力が半減してしまい、前進を止められた。
しかし、この戦闘によって陣地の位置が露見し、アメリカ軍は揚陸したばかりの野砲8門と沖合の戦艦「ペンシルベニア」などの艦砲をつるべ撃ちし、さらには艦載機が来襲して執拗に日本軍陣地に銃爆撃を加えた。この一連の戦闘で日本軍は90人が死傷し、やむなく守備隊は芝台陣地を放棄し退却した。アメリカ軍は新手を繰り出すと、日本軍が撤退した芝台を占領した。芝台を奪われた日本軍は北海湾西浦(ウエストビーチ)の南の舌形台(Moore Ridge)に防御の拠点を移し、芝台に集結しているアメリカ軍を高射砲で水平砲撃したが、日本軍の高射砲兵は普段高射砲の水平砲撃の訓練などしておらず、その砲撃は不正確であった。
14日になると、舌形台に立て籠る日本軍から、スキーを装着したアメリカ兵約80人が、標高500ｍの日本軍呼称三角山の山頂を目指し登山を開始したのが確認できた。三角山山頂を奪われると、舌形台に下がった日本軍守備隊を見渡せることから、それを阻止するため舌形台から日本軍1個小隊が九二式重機関銃を担いで山頂目指して登山を開始した。図らずも日米両軍による登山競争となったが、日本軍が間一髪で競り勝ち、重機関銃を即座に据えると、登山し続けているアメリカ兵を頭上から掃射した。樹木等身を隠すものが一切ない斜面でアメリカ兵はいい的となり、悲鳴を上げながら斜面を転げ落ち、たちまち80人は全滅してしまった。
一方、旭湾に上陸したアメリカ軍南部隊も前進を開始していた。第17歩兵連隊が、虎山(Gilbert Ridge)と臥牛山に挟まれ三方を山地に囲まれた渓谷まで前進したが、この日は霧が山頂から中腹にかけて立ち込めており、アメリカ軍は視界不十分ななかを警戒しながら進んでいた。旭湾には林中隊と少数の山砲しか配置されていなかったが、林は少ない戦力を山腹や山頂に巧妙に配置しており、林中隊からは峡谷を進むアメリカ軍が丸見えであった。林はアメリカ軍を十分に引き付けると、三方から集中砲火を浴びせた。日本軍の十字砲火により、アメリカ軍はたちまち大損害を被り、第17歩兵連隊長のエドワード・P・アール大佐も連隊幕僚と日本軍の機銃掃射によって戦死してしまった。
翌14日には、ブラウンは師団予備の第32歩兵連隊の残り2個大隊の投入を決定、昨日、連隊長を失う大損害を被ったアメリカ軍南部隊は、第17歩兵連隊の1個大隊を先頭にし、再び臥牛山目指して前進を開始した。アメリカ軍の作戦では、臥牛山を攻略後に荒井峠(Jarmin Pass)を踏破し、そのまま日本軍司令部のある北海湾東浦まで駆け抜けようというものであったが、昨日と同様に、臥牛山手前には身を隠すもののないツンドラの平原を横切らなければならなかった。林は進撃してくるアメリカ軍の両側に巧みに部隊を配置しており、十分に引き寄せると十字砲火を浴びせた。それを合図にして、各山の山腹に潜む日本軍からも猛射撃が浴びせられ、昨日と同様にアメリカ軍は大損害を被ってじりじりと後退し、最終的には上陸地点の旭湾まで引き返すこととなった。
日本軍が圧倒的に優勢であったアメリカ軍を効果的に足止めできた要因としては、山崎の指揮のもとで効果的な防衛陣地を構築していたからであった。日本軍は蛸壺壕を無数に掘削すると、その蛸壺壕をトンネルや塹壕で連結し、その中を兵士が移動して数か所からアメリカ軍に射撃を浴びせた。特に機関銃が効果的で、機関銃座は単独で据え付けられることはなく、常に複数の機関銃座が相互連携していた。そのため、アメリカ軍が目の前の機関銃座に攻撃を集中すると、連携している他の機関銃座から掃射され、さらに散兵壕に潜んだ日本兵から小銃で狙撃されて、損害が積み重なった。一方で、アメリカ軍の機関銃座は常に日本軍特有の兵器である擲弾筒に狙われており、1か所に止まって日本軍と銃撃戦を演じていると、必ずと言っていいほど、擲弾筒の榴弾が頭上から落下してきたという。その砲撃は極めて正確であり、2発目の砲撃ではほぼ命中するため、アメリカ軍の機関銃兵は常に移動を余儀なくされた。

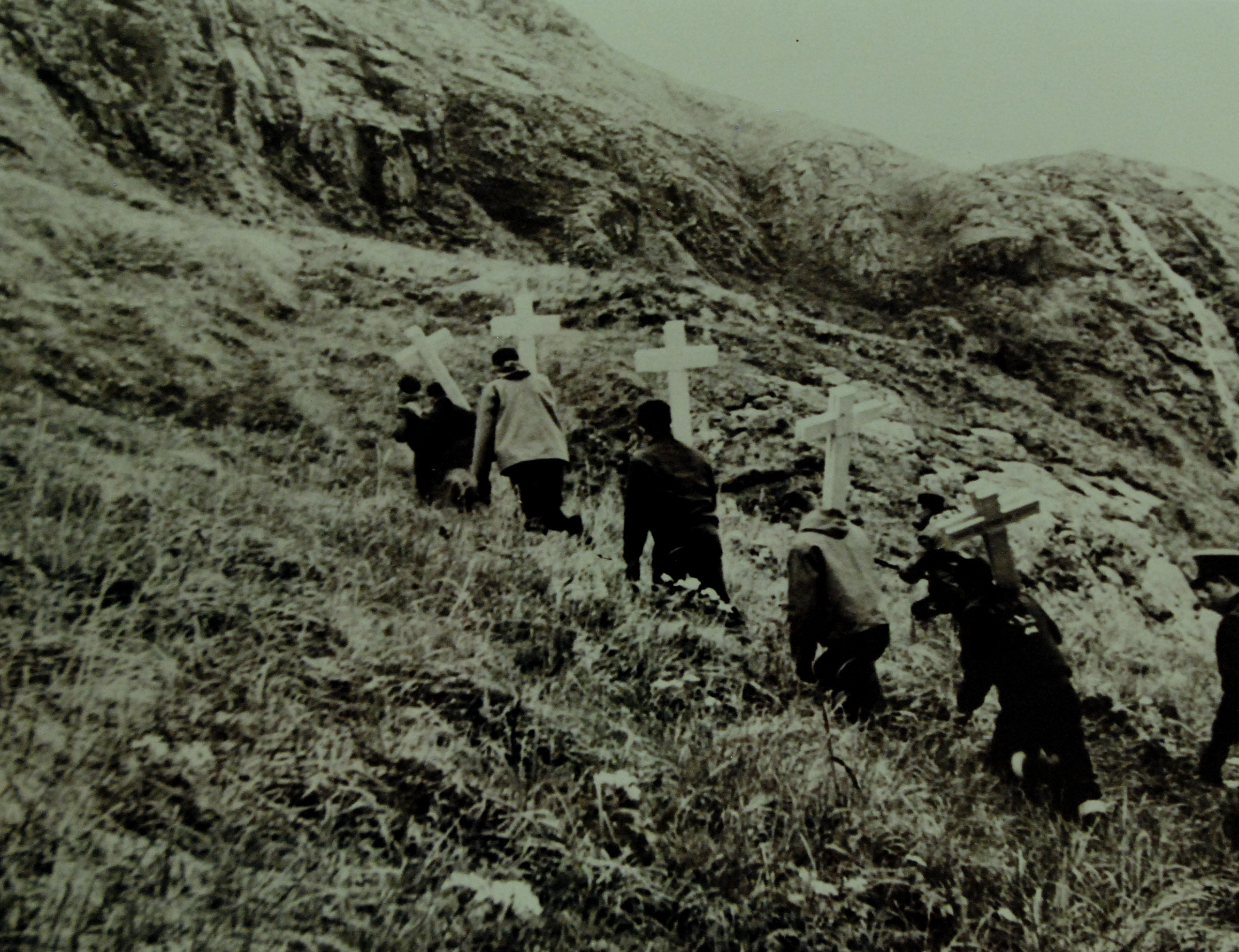
戦死した戦友を埋葬するため十字架を持って山腹を登るアメリカ兵

日本軍の激しい抵抗に苦戦する第7師団長ブラウンは、アラスカで待機中であった第4歩兵連隊の主力を、増援として投入するようにキンケイドに要請したが拒否された。ブラウンはアメリカ海軍に不信感を抱いており「海軍は何もわかってない。奴らは馬鹿みたいに砲弾をぶち込むだけぶち込んだらさっさと引き揚げるつもりなんだ」と批判した。一方で、日本軍の5倍以上の戦力を有しながら更なる増援を欲しがるブラウンの指揮能力に疑問を抱いた陸軍アラスカ防衛司令部サイモン・B・バックナー中将とキンケイドが協議し、ブラウンは上陸からわずか3日目の16日に師団長を更迭されて、ユージーン・ランドラム少将が代わりの指揮を執った。
アメリカ軍上陸2日目の14日までは、各地で日本軍はアメリカ軍の攻撃を防いでいたが、翌15日の未明から次第に戦況がアメリカ軍に傾いていく。舌形台に立て籠る北千島要塞歩兵隊と船舶工兵隊は芝台を奪還するために、百数十人の兵士で夜襲斬り込みを敢行したが、さながら幽鬼の様な日本兵に、寝込みを襲われたアメリカ兵は一時大混乱したものの、白兵戦になると、日本兵が得意にしていた銃剣突撃も、体格が勝るアメリカ兵に対しては通用せず、格闘戦に持ち込まれて組み敷かれることも多かったという。やがて火力にも勝るアメリカ軍の反撃で、斬込隊は120人もの全身蜂の巣となった遺体を残して撃退された。
15日の夜が明けると戦艦3隻の14インチ砲が猛威を振るい、アメリカ軍兵士の証言によると、戦艦「ネバダ」の14インチ砲が火を噴くたび、日本兵の死骸、砲の破片、銃の断片、それに手や足が山の霧の中から転がってきたという。戦艦「ペンシルベニア」は北海湾から熱田湾までを2時間半にも渡って艦砲射撃をし続け、日本軍守備隊主力に甚大な損害を与えた。キンケイドは「3日もあればアッツ島など攻略できる」と豪語していたこともあって、上陸3日目にあたる15日に弾薬の備蓄度外視で徹底した艦砲射撃を命じたものであったが、そのために、この15日で戦艦隊は主砲弾を使い果たしてしまい、急遽補給を必要としたほどであった。
翌16日、アメリカ軍はこの機を逃さずに部隊を前進させ、たちまち北海湾西浦地区に進撃してきた。艦砲射撃による大損害で迎撃もままならない状況を見て山崎は、北海湾を放棄して熱田湾まで戦線の後退させ、確保地域を縮小しての持久抗戦への作戦転換を決意した。北海湾方面では芝台を失ったものの、舌形台には指揮官米川浩中佐統率のもと、艦砲射撃に耐えながらアメリカ北部隊と激戦を繰り広げている北千島要塞歩兵隊と船舶工兵隊がおり、米川はこの舌形台から北海湾東浦地区を、アッツ島の最重要施設である建設中の飛行場があり、また多数の軍需物資が貯蔵されていることもあって死守するつもりでいた。山崎は米川を直接説得するため、アメリカ軍の砲弾が落下するなかを、舌形台まで向かった。どうにか米川の戦闘指揮所まで到達した山崎は、米川に煙草の「誉」をすすめると、「熱田湾まで戦線を縮めようと思うので協力してほしい」と言ったが、激情家の米川は泣きながら「私の多くの部下が芝台とこの舌形台で戦死しました、米川もここで戦死します」「全員が命がけで作った飛行場をむざむざ手放すわけにはいけません。飛行場がアメリカ軍の手に落ちれば、決定的な打撃です」「私は大勢の部下の死を無駄にしたくない、ここからどうか下げないでください」と懇願した。しかし山崎は「もうすぐ援軍が着く」「援軍が着けばアッツから日本軍は反撃を開始するから、それまでは何としても持ち堪えなければいけない」と説得を続け、最終的には米川も山崎の命令に従って撤退を了承した。
実際にこの時点で山崎は北方軍司令部に、歩兵1個大隊、野山砲少なくとも1個中隊、それに九二式重機関銃2丁にその他弾薬食料など、厳しい戦況に鑑みれば控えめながら切実な増援及び補給要請を行っていたが、この一つとして実行されることはなかった。そればかりか、のちに「アッツ島守備隊山崎大佐は、1兵の増援も物資補給の要請も全く行わず」「死を目前に敵の装備などを詳細に報告した帝国軍人の鏡」などと事実に反した美談に仕立て上げられてしまった。北方軍司令官樋口季一郎陸軍中将は、上陸したアメリカ軍を山崎の守備隊が食い止めている間に、第7師団から混成旅団を抽出してアッツ島に逆上陸するという作戦計画を決定していたが、大本営によって断念させられていた。（詳細は#アッツ島放棄決定で後述）
一方、旭湾で寡兵ながらアメリカ軍主力を足止めしてきた林中隊に対して、アメリカ軍は戦車5輌とM59 155mmカノン砲5門により攻撃を行い、荒井峠を守っていた1個小隊はたちまち全滅してしまった。それでも虎山に立て籠る林直卒の中隊主力は、実質的な戦力は1個小隊ながら、アメリカ軍2個中隊の攻撃を撃退し続け、アメリカ軍が残した戦死者の遺体は300体を下らなかったという。林は流ちょうに英語を話せたので、撤退するアメリカ兵に対して英語で罵声を浴びせた。林は少なくなった兵力で実に上陸日から1週間以上もアメリカ軍主力を旭湾近辺に足止めしていたが、21日に虎山を突破されると、22日にはアメリカ軍主力に北上を許すこととなった。
奮闘空しくアメリカ軍の突破を許した林は山崎から旭湾地区警備隊長の任を解かれてようやく後退を許されたが、守備隊の壊滅で穴が生じていた獅子山東側陣地の防衛を新たに命じられた。林の部隊はわずか2門の四一式山砲を分解して、氷壁の急斜面は1歩ずつ氷を砕き、雪を抉りながら慎重に進み陣地にたどり着いたが、まもなくアメリカ軍の大部隊が追撃してきた。寡兵でアメリカ軍を翻弄し続けてきた林であったが、集中砲火を浴びてついに林は腹部に砲弾の破片を受けて、腸が露出するほどの重傷を負った。それでも林は衛生兵に腹を何重にも包帯で巻かせると、雪原に横たわりながら部隊指揮を続け、アメリカ軍を足止めしていたが、山崎よりの撤退命令を伝える伝令が到着した直後に迫撃砲弾の直撃を受けて爆死した。山砲も1門は撃破され、もう1門も砲弾を撃ち尽くしたことから、放棄して雪原を掘り起こして埋めると、生存者は熱田湾に向かって撤退した。

#### アッツ島放棄決定
5月20日、大陸命793号「海軍と協同し西部アリューシャンの部隊を後方に撤収すること」との大命がだされる。大本営は北方軍に対しアッツ島への増援計画の中止を通告し、北方軍司令部は大きな衝撃を受けた。5月21日、重要な作戦の発動・中止の際は必ず会って口頭で伝えるとの陸軍の原則にのっとって、大本営陸軍部（参謀本部）の秦彦三郎参謀次長が大陸命793号、大陸命794号、大陸指1517号をもって札幌の北方軍司令部を訪ね、北方軍司令官樋口季一郎陸軍中将にアッツ島増援中止に至った事情を説明した。
北方軍参謀の新井健中佐はその回想で、撤収しうるとはほとんど考えられないので努むべしとの表現をとったと説明を受けたと主張している。
秦次長の帰京時の説明は以下のとおり。
戦史叢書には樋口の回想によるものとして、以下の樋口の言が記載されている。
ちなみに、もともとアッツ島守備は陸軍の主担当であったのに対しキスカ島守備は海軍の主担当で、キスカ島には移駐された陸軍将兵らもいたものの、守備隊司令部も海軍主体であった。
小説ではあるが『流氷の海』などでは、21日、北方軍司令官は「中央統帥部の決定にて、本官の切望せる救援作戦は現下の状勢では不可能となれり、との結論に達せり。本官の力のおよばざること、まことに遺憾にたえず、深く陳謝す」と打電し、山崎隊長は「戦闘方針を持久より決戦に転換し、なし得る限りの損害を与える」「報告は戦況より敵の戦法および対策に重点をおく」「期いたらば将兵全員一丸となって死地につき、霊魂は永く祖国を守ることを信ず」と返電したという。
23日、札幌の北方軍司令官はアッツ島守備隊へ次のような電文を打った。
命令電の中で、はじめて玉砕の言葉を使い、事実上「玉砕」が命じられた。戦後に明らかにされた樋口中将自身による回想録では、「玉砕」の言葉は使わず、「最後まで善戦し日本武士道の精華を顕現せんことを要望した」とし、現地山崎部隊から「国家永遠の生命を信じ武士道に殉じる」との返電があったとしている。秦彦三郎参謀次長が大本営から出向いて樋口中将にアッツ島に支援を出せない旨を告げたとき、樋口中将は怒ったとする話も人口に膾炙するが、これはそもそも、生前から樋口と親しくしていた作家・編集者の相良俊輔が樋口の死後に出した小説『流氷の海』に書かれていた話で、樋口のキスカ撤収要求も含めて本当にこのようなことがあったのか、樋口自身の証言以外に証言する者が他に実際にいたのかどうかもはっきりしない。いずれにせよ樋口中将が「ならば現地部隊が投降することを認めろ」と大本営に迫ったといった類の話は、一切存在しない。
尾形侍従武官は、玉砕を余儀なくさせるに至った大本営及び陸軍大臣らの対応を厳しく批判している。
同日には、アッツ島にアメリカ軍が上陸してから初めての海軍航空機による航空支援が行われた（詳細は#日本海軍の対応で後述）。第752航空隊の一式陸上攻撃機19機が、南方の空から爆音を轟かせながら飛来してきたのを見上げた日本軍将兵が、翼に日の丸が描かれているのを確認すると、口々に「友軍機だ！」「日の丸だぞ」と叫んだ。来る日も来る日もアメリカ軍の星のマークばかり見せつけられていたので、久々の日の丸は日本軍将兵の目に沁み、熱い涙がほおを濡らした。海軍陸攻は湾内のアメリカ軍艦船を攻撃し、いくつも大きな火柱や爆発が起こって、守備隊の士気は大いに上がったが、守備隊の将兵たちは自分たちが見捨てられているとは知る由もなかった。
翌24日には参謀総長、陸軍大臣からアッツ島守備隊へ、昭和天皇の「優渥なる御言葉」が電報で伝えられ、翌日山崎部隊長は感謝の返事を送っている。尾形自身も、続けてこの日記に「本日参謀総長拝謁の際、守備隊敢闘に対し御嘉賞の御言葉アリシト承ル。之ヲ聞ク第一線ノ将兵大イニ感激スベシ」と書いている。「御言葉」の内容は、「守備隊ハ非常ニ克ク寡兵ヲ以ッテ勇戦奮闘シテ克クヤッテイル。ドウカ北方軍司令官ニ克ク伝ヘヨ」というものである。

#### 日本軍守備隊壊滅

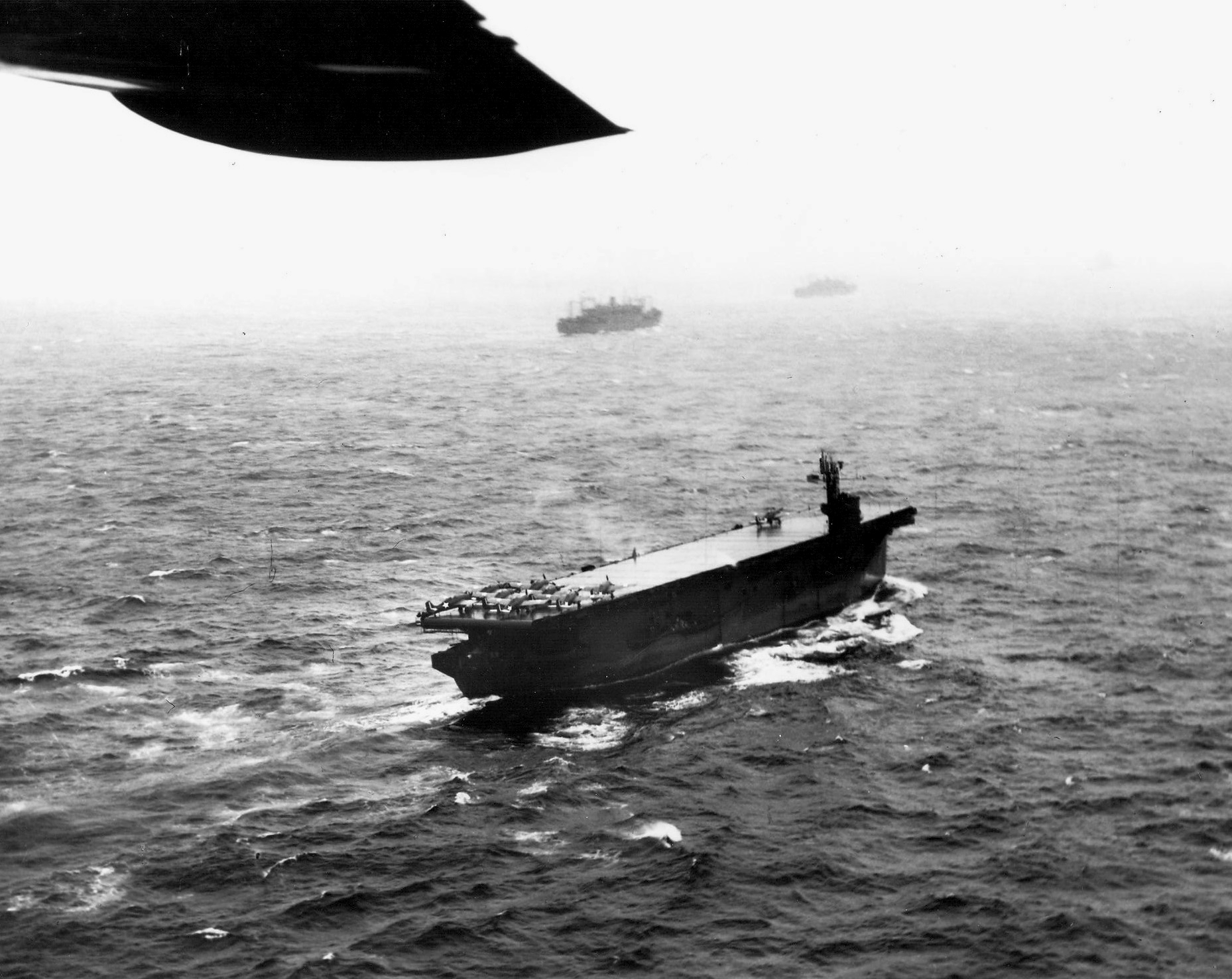
アッツ島作戦を支援した護衛空母「ナッソー」

5月25日になると、アメリカ軍の艦砲射撃や航空機による空襲は激しさを増し、海空からの支援を受けた地上部隊の進撃の速度も早まった。そしてついに、熱田湾の山崎の司令部と旭湾方面に通じるアッツ島の動脈とも言える道路がアメリカ軍に分断されてしまい、守備隊の将兵たちはいよいよ最後のときが近づいたことを認識した。熱田湾方面に後退する日本軍を追って進撃してきたアメリカ軍北部隊を、北海湾東浦の先の馬の背で、北千島要塞歩兵隊指揮官米川が直卒する部隊が迎え撃った。予想外の抵抗に苦戦したアメリカ軍は一旦は撤退したものの、翌日26日には兵力を増強してアメリカ軍が猛攻を開始、米川部隊は乏しくなった武器で果敢に戦い、アメリカ軍に相当の損害を与えた。この日に戦死したアメリカ軍将校の遺体から回収した手帳によれば、ある小隊では44人の兵士のうち20人が戦死したと記述してあった。しかし、日本軍の損害も大きく、これまで常に最前線で戦い、部下将兵を鼓舞してきた独立工兵第302中隊長小野金造大尉が重傷を負い、家族の名をきれぎれに呟きながら拳銃で自決した。馬の背の部隊はその後のアメリカ軍の猛攻で壊滅し、指揮官の米川もここで戦死した。
一方、旭湾方面から後退を続け、指揮官の林と装備していた山砲もすべて失った旭湾地区警備隊の生存者は、アッツ島でもっとも標高が高く熱田富士と名付けられた山の麓で、日本軍司令部のある熱田湾前の石山まで撤退した。ここで司令部より2人の准尉に率いられた18人の兵士と1門の四一式山砲の増援と合流し、兵士たちはこれまでの苦しさも忘れて、小躍りして喜び、互いにこれまでの情報交換を行った。後退を続ける旭湾地区警備隊を追撃してきたアメリカ軍南部隊は、追い詰めた日本軍守備隊を殲滅するためか、すぐには攻撃してはこずに態勢を整えているようであった。ようやく5月28日の午前中にアメリカ軍は総攻撃を開始した。わずか60人の石山守備隊であったが、よく持ち堪えて、午前中のアメリカ軍の攻撃は撃退した。その間、山砲は1発も発射することなく、最大の効果を挙げるために温存していた。そして午後4時にアメリカ軍の総攻撃が再開されると、目前100ｍに迫ったアメリカ兵相手に山砲をつるべ撃ちし、1発ごとにアメリカ兵十数人が飛散し、アメリカ兵の悲鳴が戦場に響き渡って、日本軍砲兵は歓喜した。しかし、その報復は凄まじく、たった1門の山砲に対して、アメリカ軍の無数の砲弾が叩き込まれ、山砲と砲兵はたちまち四散してしまった。殆どの兵士が戦死するか負傷したが、健常であったわずかな兵士は目前に迫ったアメリカ軍に突撃し戦死した。アメリカ軍は石山守備隊を壊滅させると、その夜は石山を確保することはせず一旦撤退していった。そのため、日本軍は40人の増援を司令部から更に石山に送り込み、重傷者を野戦病院に後送することができた。
山崎は増援を待ち望みながらも、毎日諦めることなく、「兵馬倥偬の間、過誤なきを期し難きも、死も目前に迫り、かつ通信また断絶のおそれをあるをもって、機を逸せず、取りあえず観察せる事項を報告す」と自ら見聞したアメリカ軍の戦術や装備や編成などを事細かに日本内地に報告し続けたが、これは実に貴重な参考資料であり記録となっていた。しかし、そのそばでは、前線陣地からの報告電がひっきりなしに鳴っており、さらに終日に渡ってアメリカ軍の砲撃音と着弾音が鳴り続けていた。山崎はこの末期的な戦況と先に北方軍司令官から受電した「玉砕」命令から、5月29日を期して最後の総攻撃を行うことを決意し、生存者に熱田の本部前に集まるように命令した。
最後の突撃と聞いて動ける将兵は全員集まった。しかし、多くの将兵が何らかの負傷をしており、中には小銃を杖替わりにしてどうにか歩いてきた将兵や、片腕を失ってフラフラしている将兵もいたが、皆一様にふっきれたようなさわやかな表情であったという。アッツ全島の各地から将兵が集まったので、集結までに半日を要したが、最終的には300人が集まり、3個中隊が編成され、第1中隊は無傷で元気な将兵、第2中隊は軽傷の将兵、第3中隊は重傷の将兵と軍属や非戦闘員とし、指揮官の山崎は第1中隊の先頭に立って突撃を直卒することとした。夜の8時に全員が日本本土に向かって別れを告げると、山崎は穏やかな言葉で訓示を始めた。正確な訓示内容は残っていないが、生還者の記憶では、まず集まった部下に部隊を全滅してしまったことを指揮官として深く詫び、その後に、武人として壮烈な戦死をとげることを望み、自分も諸君とともに死ねることは喜びで、奇跡が起きることを信じて、とにかく一丸となって敵軍に最大の打撃を与えようという内容であったという。
山崎は訓示の後、最後の電報を東京の大本営へ宛てて最後に打電した。
第五艦隊の江本弘海軍少佐、海軍省嘱託秋山嘉吉、沼田宏之陸軍大尉は戦況報告のため最後の突撃から外され、アッツ湾東岬に移動して潜水艦による回収を待つことになった。船舶工兵一個分隊に護衛されていたとも伝えられる。
一方、熱田島守備隊は無線機を破壊した。
最後の電文の通り、動けなくなった負傷兵は自決するか、それもできない場合は軍医が殺害することになった。山崎は部下に「兵ほど悲しく哀れなものはない、できることなら今すぐにでも代わってやりたい、それができない部隊長の気持ちを察してくれ」と泣きながら語ったり、陸軍士官学校卒業前に終戦となり、戦後に医者となった山崎の三男によれば「父は非常に部下を可愛がっていた。だから出来ることなら死なせたくないという配慮があった」と部下想いであったが、「戦陣訓」の「生きて虜囚の辱めを受けず」は、日本軍の上官から将兵まで徹底されており、山崎も自分の想いとは別にその強要に従わざるを得なかった。それは、本来将兵の生命を護るべき軍医も同様で、アッツ島にいた15人の軍医は黙々と重傷者を拳銃もしくは注射で殺害していった。
当時のアッツ島の様子を伝える貴重な史料となる日記を残した辰口信夫曹長も軍医の一人であったが、この日に入院患者が自決したことが記述されている。なお、この日の記述が最後となっている。
ただし、この際に重傷者すべてが自決もしくは殺害されたわけではなく一部の生存者が野戦病院となっていた三角兵舎に取り残された。

#### バンザイ突撃

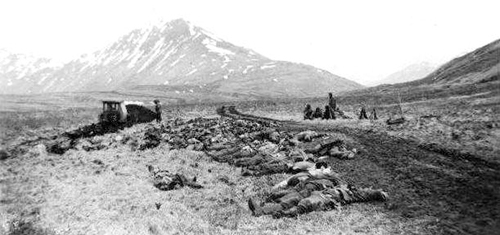
最後の突撃で戦死しアメリカ軍に埋葬される日本兵の遺体

山崎の作戦は、3個中隊がまとまって突撃すれば、まとめて殲滅される懸念があったので、山崎が直卒する健常者で編成された第1中隊が中央突破、軽傷者で編成された第2中隊が迂回して進撃、第3中隊は後続で合流する部隊と合流してから後続するようにと待機を命じられた。夜10時30分になって霧が立ち込めて、突撃条件が満たされてきたので、山崎は2個中隊を率いて進撃を開始した。先頭で抜刀した軍刀を持った山崎に率いられた突撃隊は、暗夜を物音を立てないように黙々と前進し、途中でアメリカ兵3人の偵察隊と接触したが、銃剣を手にした日本兵4人が飛び掛かってたちまち刺殺したので、突撃隊は発見されることなくアメリカ軍の警戒線を突破した。
そして日が改まった30日の午前3時25分、斜面を登坂中であった第32歩兵連隊B中隊を発見、山崎は全軍突撃を命じた。兵士は小銃に銃剣を着剣しての突撃であったが、なかには小銃を持たずに、銃剣を棒に括り付けて突撃した兵士もいた。このB中隊は早朝からの総攻撃に備えて早い朝食をとりため大隊の食事所に向かっていたところであったが、そこを全く予想もしていなかった日本軍の襲撃を受けたことから、パニックに陥り逃走した。山崎は逃走するB中隊には目もくれず、そのまま丘を駆け上がり監視所を襲撃した。監視所には捜索大隊の16人の将兵が監視任務に就いていたが、大隊長以下11人がたちまちのうちに血祭にあげられた。
山崎直卒の第1中隊はその後休息していた第17歩兵連隊第3大隊と接触、大隊長は銃声で起されると、逃げ込んできたB中隊の兵士から状況を確認して驚愕したが、その直後に大隊の右翼から山崎の第1中隊が殺到してきた。既に食料も尽きて、負傷をしていない将兵も空腹と疲労でまともに動けなかったはずであったが、突撃する将兵はどこにそんな余力を残していたか不思議に思えるぐらいのスピードであった。大隊長は自ら自動小銃を手に取って応戦したが、日本兵はテントを引きちぎり、食料を漁り、缶詰を銃剣でこじ開けると口の中に押し込みながら、目についたアメリカ兵を残らず刺殺し、あらゆる軍用品を破壊して回った。大隊長も応戦中に日本兵からの銃撃を浴びて負傷して気を失ってしまい、気が付いた時には既に日本兵の姿はなく軍医に治療を受けていた。大隊の半数は死傷しており、恐ろしい形相でこと切れている日本兵の死体とアメリカ兵の死体が折り重なる惨状であった。
山崎直卒の第1中隊が第17歩兵連隊第3大隊と死闘を繰り広げているころ、右翼を進む第2中隊は丘の頂上付近にあった野戦病院になだれ込み、口々に「お返しだ！お返しだ！」と叫びながら寝台で横たわっていた負傷兵を銃剣で突き殺していた。軍医も例外ではなく、野戦病院責任者の軍医少佐も日本兵に血祭に挙げられた。この後は、日本軍はいくつかの部隊に分離してしまったうえ、前線から撤退してきて突撃に加わった部隊もおり、戦場はさらに混乱の度を深めていく。そのなかで2人の将校に率いられた60人ほどの部隊が、虎山にあったアメリカ軍砲兵陣地に背後から突入してきた。そのうちの一人の日本兵がM101 105mm榴弾砲の砲座を手榴弾で破壊すると、さらに弾薬箱を引っ張り出してきて、そこに手榴弾を投げ込んで退避した。弾薬箱は大きな誘爆を誘発して、M101 105mm榴弾砲を完全に破壊すると同時に日本とアメリカの多数の兵士も吹き飛ばしてしまった。この部隊は旭湾方面から突入してきた部隊であったが、この後、アメリカ軍補給基地まで突撃し、そこでアメリカ軍の反撃で壊滅した。
分散したなかで、主力と思しき部隊は、第17歩兵連隊第3大隊を含む2か所の戦闘指揮所と野戦病院を撃破したのち、アメリカ軍がのちに工兵隊の丘と呼ぶ高地の頂に向かってまっしぐらに進んでいた。その頂にはアメリカ陸軍工兵第50連隊が野営していたが、前線から逃げてくる歩兵に加えて、補給隊や衛生兵など様々な兵種の兵士から前線の状況を聞くと、この丘に抵抗線を作り、逃げてきた兵士も加えて突撃を食い止めようとした。やがて、日本兵が現れると、あまりの殺伐とした状況に工兵隊指揮官ジョージ・S・ビューラー大尉は「なんという悪夢だろう。騒音と混乱と殺戮の狂気だ」と思わず口にしたという。それでもビューラーたち工兵隊は物凄い勢いで突撃してきた日本兵を小銃の銃床で殴り倒すなど激しい白兵戦を繰り広げた。
工兵隊がどうにか日本軍を足止めしている間、第7歩兵師団の副師団長アーチボルド・ヴィンセント・アーノルド准将が、工兵隊の丘の反対側の稜線で、手元にいた、工兵、衛生兵、コック、司令部要員などを戦える者をかき集めて待ち構えており、工兵隊を突破して丘の頂点を駆け上がってきた日本軍にM3 37mm砲を撃ち込んで動揺させると、かき集めたアメリカ兵が自動小銃や手榴弾を手にして工兵隊の丘に駆け上がって、完全に足止めされた日本軍の殲滅に取り掛かった。
山崎は最後まで生存して陣頭で指揮を執っていた事が、戦後になって、アメリカ軍中隊の中隊長ハーバード・ロング中尉の証言によって確認されている。
その間に日本軍の一部の部隊は、師団長のランドラムがいたアメリカ軍総司令部の背後まで達しており、司令部で取材していたアメリカの従軍記者も「もうダメか」と覚悟したほどであったが、そこにアメリカ軍の増援部隊が到着し、銃剣と拳銃による激しい白兵戦のうえで日本軍を撃退し、ランドラムや従軍記者たちは窮地を脱することができた。アーノルドはM3 37mm砲に加えて、M101 105mm榴弾砲も日本軍に浴びせて、一部の日本軍小部隊こそ之を突破して臥牛山ないしマサッカル湾1マイルの地点まで達したものの、山崎は既に戦死し、残った日本兵も、やがて砲火に倒れるなり手榴弾で自決するなりの形で「玉砕」することとなった。

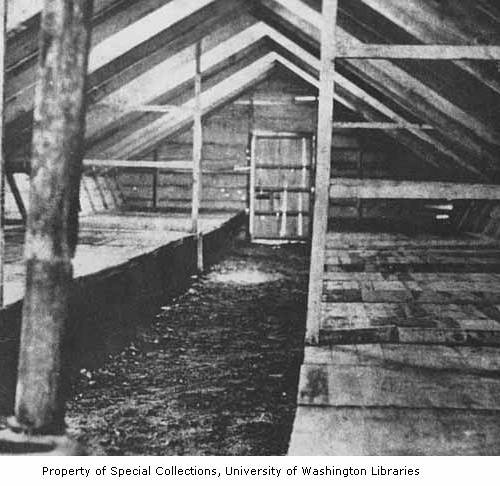
破壊を免れた日本軍の三角兵舎

一方で山崎から待機を命じられていた重傷者や非戦闘員等で編成された後発隊は、その後は山崎からの連絡もなかったので、先発隊を追うように進撃開始し、夜11時に熱田の司令部跡まで進出し小休止をとっていた。少しでも睡眠をとろうと後発隊を指揮していた佐藤弥吉軍曹は部隊に焼け残った三角兵舎での仮眠を命じた。そこで兵士が三角兵舎に入ると、なかには自決できなかった重傷者30人ほどが横になっており、佐藤は重傷者のなかの再先任の伍長に頼み込んで、部隊は動けない重傷者と一緒に仮眠をとった。やがて夜明けも近づいてきたことから佐藤は後発部隊に出撃を命令、息も絶え絶えな重傷者の伍長は名残惜しそうに「しっかりなぁ」と後発隊を見送った。後発隊が三角兵舎を出発して5分もたたないうちに、背後に回り込んできたアメリカ軍が三角兵舎を攻撃してきた。部下兵士は佐藤に重傷者を救出するためアメリカ軍への反撃を懇願してきたが、後発隊はわずかに2丁の軽機関銃しか保有しておらず、三角兵舎を攻撃しているアメリカ軍部隊の規模であれば、反撃されての壊滅は必至であり、泣く泣く重傷者を見殺しにせざるを得なかった。三角兵舎はやがて炎上すると30分間燃え続けた。北千島要塞歩兵隊所属で米川の指揮下で馬の背で戦い、負傷してこの三角兵舎に収容されていた朝竹元伍長は唯一生き残っているが、朝竹によると、重傷者のなかの軍曹が壁にもたれながらどうにか兵舎内にガソリンを流して、一声「母さん」と叫ぶと手榴弾をその場で爆発させたという。朝竹は全身火だるまになりながら無意識に兵舎の外に転がったので助かり、その場で外にいたアメリカ兵に収容された。
佐藤は部隊を近くの洞窟に入れてアメリカ軍をやりすごすこととしたが、洞窟内で後発隊の兵士たちは重傷者を見殺しにしたことを悔やんでいた。既に日は改まって30日となっており、山崎ら先発隊は全滅していたが、それを知る由もない佐藤は、洞窟で日没まで待つこととし、午後5時に洞窟を出ると、各人前後左右に1ｍの距離を取らせて前進した。しばらくの間は見つかることもなく順調に進んだが、虎山の付近まで達したところでアメリカ軍に発見されてしまった。アメリカ軍は霧のなかで後発隊を見つけると、アメリカ兵の口笛を合図に猛射撃を開始、先頭にいた指揮官の佐藤に真っ先に銃弾が命中し、「口惜しい」と言い残すと抱きかかえた兵士の腕の中で戦死した。その後は副官であった我妻勝信伍長が生存者を率いてアメリカ軍に突撃を敢行したが、多勢に無勢でありたちまち後発隊150人は130人が戦死し、残りは我妻以下20人足らずとなってしまった。生き残った20人は一旦はアメリカ軍の追撃から逃れたのちに、再度の夜襲をかけるためにアメリカ軍陣地に近づいたところで発見されて、2人を残して全員が戦死してしまい、また、アメリカ軍から逃れて潜伏中にさらに1人が戦死、残り1人は就寝中にアメリカ軍に捕らえられて捕虜となった。その時点で山崎が総攻撃を行ってから10日が経過していた。
日本軍の損害は戦死2,638人、捕虜は29人で生存率は1パーセントに過ぎなかった。5月21日時点では二割弱の兵力損失だったが、大本営より増援中止を伝達されてから八割強が斃れたことになる。江本少佐と沼田大尉の収容にむかった伊号第二十四潜水艦は6月上旬に幾度かアッツ島へ突入したが、連絡に失敗した。6月11日、伊24潜水艦は哨戒機とパトロール艇により撃沈された。江本少佐一行はアッツ島東海岸突端の洞窟で自決し、戦後になって日本側慰霊団により発見された。アメリカ軍損害は戦死約600人、戦傷約1,200人であった。また、戦病者も 2,132人も生じたが、その多くが凍傷であった。

### 大本営の対応

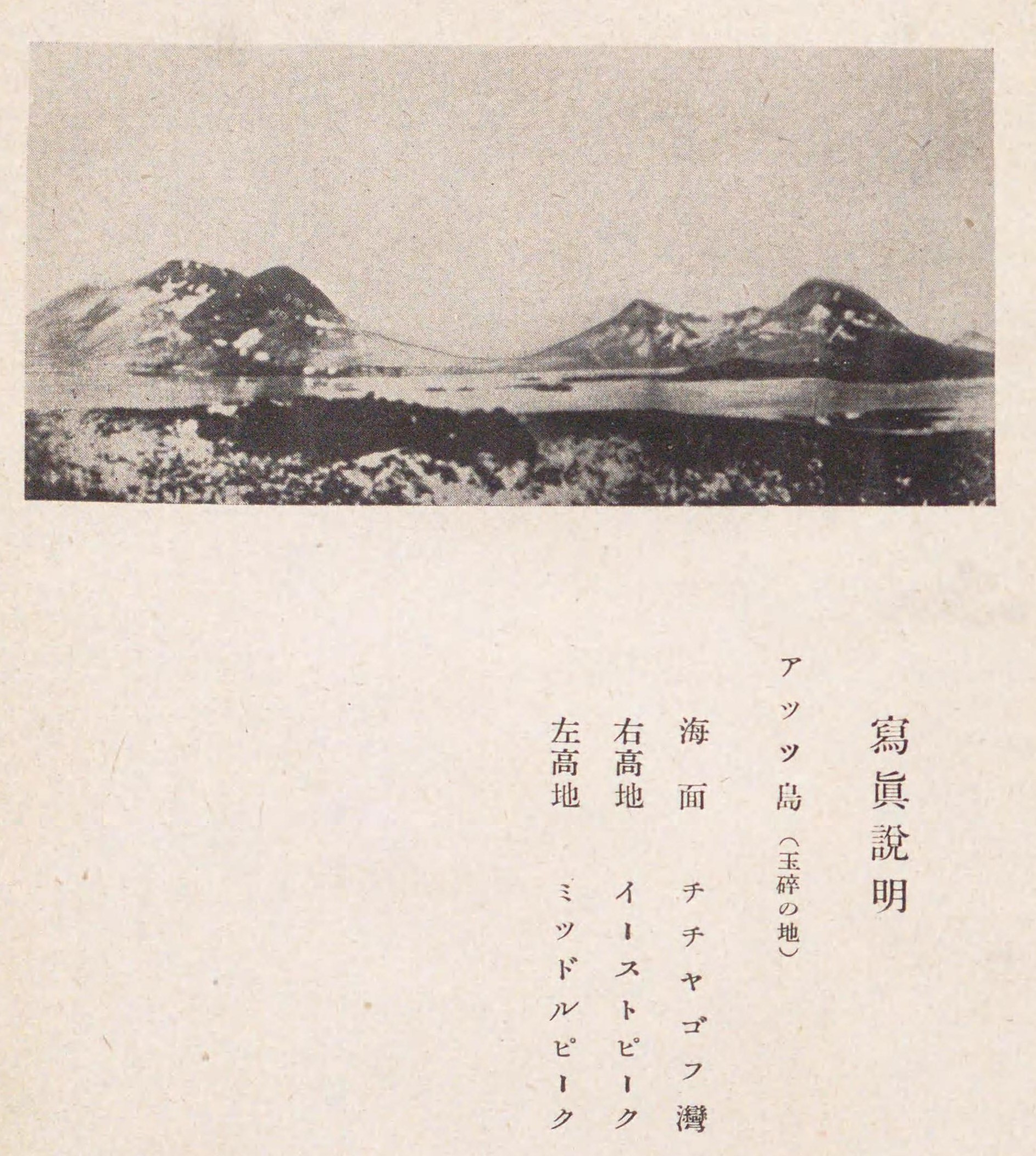
アッツ島玉砕後、札幌逓信局が出版した「アッツ玉砕録」の一部

5月12日午前中、大本営海軍部では第一部（作戦）・第三部（情報）・特務班（通信諜報）関係者があつまり、太平洋方面の情況判断をおこなった。大本営陸軍部では、北方軍作戦参謀安藤尚志陸軍大佐が、参謀次長秦彦三郎陸軍中将・作戦部長綾部橘樹陸軍少将・作戦課長服部卓四郎陸軍大佐達と共に、北部太平洋方面の情況と今後の作戦について検討していた。同日午後、大本営陸海軍部はアメリカ軍アッツ島上陸の報告を受け、アッツ島確保の方針を打ち出した。アッツ島への増援部隊は、第七師団（師団長鯉登行一陸軍中将）から抽出する予定であった。
翌13日、陸海軍部はアッツ島に増援部隊をおくりこむことで一致していたが、連合艦隊は微妙な態度であった。
5月14日、海軍部はアッツ島への緊急輸送につき「（一）落下傘部隊 （二）潜水艦輸送 （三）駆逐艦輸送」の具体的研究を進めた。午後4時より行われた宮中大本営戦況交換会で、アッツ島守備隊は善戦しているが至急増援部隊をおくる必要があることを再確認した。大型運貨筒の準備もはじまった（水上機母艦日進により5月28日〜29日アッツ島着予定）。日本陸軍の一部では、落下傘部隊と潜水艦によるアムチトカ島奇襲「テ」号作戦の研究がすすめられた。落下傘部隊だけによる奇襲は「ヒ」号作戦と呼称された。
5月16日から17日にかけての大本営陸海軍合同研究会は、徐々に悲観的な空気に包まれていった。旧式戦艦（扶桑、山城）と第五艦隊各艦および落下傘部隊でアムチトカ島を攻略する「テ」号作戦も検討されたが、もはや時機を逸しており成算も疑問視された。
5月18日、大本営は「熱田奪回の可能性薄し」とアッツ島放棄を内定した。当時の参謀次長秦彦三郎中将は「陸海軍共反撃作戦を考えたが、若松只一第三部長から船を潰すから成り立たぬという意見があり、さらに海軍も尻込みしたので反撃中止になった」と回想している。
5月19日、昭和天皇は第五艦隊の出撃を促し、連合艦隊の状況についても下問した。大本営は北海守備隊を如何にして撤退させるかの検討に入った。キスカ島については潜水艦を主力とし駆逐艦と巡洋艦を併用する方向であったが、アッツ島に関しては「熱田湾ハ水深三米程ニテ潜水艦ハ入レナイ、「ボート」一隻モナシ、午前三時以後ハ絶エズ哨戒駆逐艦動キツツアリ（現地の日出0122、日没1652）。ココハ最後ハ玉砕ヤムナシト云フ案モアル。五月末集メ得ル潜水艦ハ全部デ十隻、海軍全部デ四〇隻、ソノ三分之一ガ行動可能」であった。
5月20日、昭和天皇は大本営に臨御した。大本営陸海軍部は、中央協定を結ぶ。アッツ島守備部隊は機会を見て潜水艦により撤退、キスカ島守備部隊は潜水艦・駆逐艦・輸送船による逐次撤退と定められた。大本営陸軍部は20日付大陸命第793号と大陸指第1517号等の発令をもって、中央協定を示達した。大本営海軍部はアッツ島守備隊について、一部だけでも潜水艦で収容する方針を示した。
5月28日午前中、大本営陸海軍部は宮中で戦況交換をおこなう。午後、大本営陸海軍部と連合艦隊参謀があつまり、戦局全般の研究会が開かれた。
5月30日、大本営はアッツ島守備隊全滅を発表し、初めて「玉砕」の表現を使った。それまでフロリダ諸島の戦いなどで前線の守備隊が全滅することはあったがそのようなことが実際に国民に知らされたのはアッツ島の戦いが初めてであり、また山本五十六元帥戦死公表の直後だったため（5月21日午後3時、大本営発表）、日本国民に大きな衝撃を与えた。吉川英治も朝日新聞に「悲涙に誓え邁進の心」との談話をよせている。
大本営は「山崎大佐は常に勇猛沈着、難局に対処して1梯1団の増援を望まず」と報道したが、実際には上記のとおり5月16日に補給と増援の要請を行っており、虚偽の発表であった。この件に関し、北海守備隊の峯木司令官は東條英機陸軍大臣や富永恭次陸軍次官から「アッツの山崎大佐は何等救援の請求をしなかったが、司令官（峯木）が執拗に兵力増援をもとめたのはけしからん」として叱られたという。またアッツ島海軍部隊を指揮していた第五艦隊参謀の江本弘少佐も、たびたびアッツ島への緊急輸送や増援の必要性を訴えている。
同年8月29日、朝日新聞は朝刊でアッツ島戦死者の名簿を掲載した。このような名簿が掲載されたのは、最初で最後だった。同年9月29日、アッツ島守備隊将兵約2600名の合同慰霊祭が、札幌市の中島公園で行われた。

### 日本海軍の対応
アメリカ軍のアッツ島来攻時、日本海軍において北方方面を担任していたのは第五艦隊（司令長官河瀬四郎海軍中将）であり、第五艦隊司令長官は北方部隊指揮官を兼ねていた。当時の北方部隊の軍隊区分は、主隊（北方部隊指揮官河瀬四郎第五艦隊司令長官直率：重巡摩耶、第二十一戦隊〈木曾、多摩〉）、支援部隊（妙高、羽黒）、水雷戦隊（第一水雷戦隊〈司令官森友一海軍少将：阿武隈、第6駆逐隊、第9駆逐隊、第21駆逐隊〉、長波、五月雨、響）、潜水部隊、航空部隊（第二十四航空戦隊司令官、第752航空隊、飛行艇隊）であった。日本本土東方における邀撃作戦に関しては、第四空襲部隊指揮官（第二十四航空戦隊司令官山田道行少将）が聯合空襲部隊指揮官として、厚木海軍航空隊と豊橋海軍航空隊を併せて指揮した。なお米軍のアッツ島来襲後の5月18日をもって第十二航空艦隊（司令長官戸塚道太郎中将）が新編され、軍隊区分上は「第二基地航空隊」となった。
従来、第五艦隊は重巡洋艦「那智」を旗艦としていたが、同艦はアッツ島沖海戦で損傷し内地へ帰投、横須賀海軍工廠で損傷修理とレーダー装備工事をおこなっていた。「那智」は5月11日に横須賀を出発し、北方へ向け移動中であった（5月15日、幌筵着）。那智不在の間、第五艦隊旗艦は軽巡洋艦「多摩」や重巡洋艦「摩耶」が務めた。
また第五艦隊隷下の第一水雷戦隊旗艦は軽巡洋艦「阿武隈」であったが、アッツ島来攻時の同艦は舞鶴海軍工廠で修理と整備をおこなっていた。「阿武隈」は急遽出渠し、5月17日に舞鶴を出発、5月20日幌筵島片岡湾に到着した。第五艦隊の主力艦として開戦時より北方で活動していた軽巡洋艦「多摩」も舞鶴海軍工廠で修理と整備をおこなっており、同艦も5月20日に舞鶴を出発、幌筵片岡湾着は22日であった。
日本海軍は北方部隊に複数の伊号潜水艦を配備して、哨戒や索敵任務のほかに、アッツ島やキスカ島への輸送に投入していた。
5月11日、水上機輸送任務のために特設水上機母艦「君川丸」が軽巡洋艦「木曾」、駆逐艦「白雲」「若葉」の護衛のもとアッツ島へ向け幌筵を出撃した。米軍のアッツ島上陸の報告を受けてアッツ行を中止、偵察を試みたが悪天候により水上機を発進できなかった。各艦の幌筵帰投は5月15日であった。
5月12日のアッツ島上陸をうけて、北方部隊指揮官（第五艦隊司令長官）は重巡洋艦「摩耶」に将旗を掲げ、アメリカ艦隊攻撃のため幌筵を出撃した。だが霧で視界が効かず、アメリカ艦隊と交戦することなく引き返した（5月15日、幌筵帰投）。並行して、北方部隊指揮官はアリューシャン方面で輸送任務についていた潜水艦をアッツ島に向かわせた。また連合艦隊は複数の潜水艦を北方部隊に編入した。
北方部隊のうち、キスカ輸送を終えた「伊31」と「伊34」は、キスカからアッツ島にむかった。「伊35」は幌筵を出撃し、アッツ島にむかった。
5月13日、「伊31」は米戦艦「ペンシルベニア」を雷撃したが命中せず（伊31は魚雷2本命中と報告）、米駆逐艦の爆雷攻撃によって撃沈された。「伊34」（資料によっては伊34のほかに伊35も損傷と記述する）も爆雷攻撃で損傷し、避退した。
アメリカ軍アッツ島上陸の速報により、連合艦隊は内地回航中の戦艦「大和」と空母2隻および巡洋艦部隊から4隻（妙高、羽黒、長波、五月雨）を抽出して北方部隊に増強し、第二十四航空戦隊と第801海軍航空隊（飛行艇6機）も北方部隊に増強した。つづいて内地所在の機動部隊や艦艇を関東地方に移動させ、北方情勢に備えた。連合艦隊は、アッツ島の米軍艦隊が正規空母4 - 5隻からなるものと評価した（実際には護衛空母一隻）。
内地で修理や訓練を行っていた第一航空戦隊（瑞鶴、翔鶴、瑞鳳）、重巡洋艦3隻（最上、熊野、鈴谷）、軽巡洋艦2隻（阿賀野、大淀）、駆逐艦複数隻（新月、浜風、嵐、雪風、秋雲、夕雲、風雲）等からなる艦隊が横須賀に集結した。北方で行動中と推定された米軍機動部隊に決戦を挑むための処置である。
5月17日、連合艦隊司令長官古賀峯一大将及び海軍甲事件で死亡した山本五十六大将の遺骨を乗せた大和型戦艦「武蔵」と金剛型戦艦2隻（第三戦隊司令官栗田健男中将：金剛、榛名）、空母「飛鷹」（第二航空戦隊）、第八戦隊（利根、筑摩）、駆逐艦5隻はトラック泊地を出発、東京湾にむかった。
5月18日、大本営はアッツ島増援の中止を内定し、連合艦隊司令部は洋上でこの決定を知った。
5月22日、連合艦隊司令長官古賀峯一大将直率の艦隊は東京湾に到着し、「武蔵」（連合艦隊旗艦）は木更津沖に投錨した。駆逐艦2隻（夕雲、秋雲）は山本元帥の遺骨を東京へ送った。また連合艦隊参謀長は宇垣纏中将から福留繁中将に交代した。各艦隊司令部が集合して検討した結果、機動部隊の東京湾出撃は29日を予定とし、北方全般の情勢をみて出撃するか否かの最終判断をくだすことになった。
幌筵では20日までに北方部隊（第五艦隊所属艦および臨時編入艦）の各艦艇と、陸軍の増援部隊を乗せた輸送船団が集結していた。北方部隊は水上艦船・航空部隊・潜水部隊でアッツ島方面敵艦隊に奇襲をしかけると共に、第1駆逐隊（沼風、神風）によるアッツ島緊急輸送を計画していた。
この時点での北方部隊は、重巡洋艦4隻（那智、摩耶、妙高、羽黒）、軽巡洋艦3隻（木曾、多摩、阿武隈）、駆逐艦（響、五月雨、長波、第9駆逐隊〈朝雲、白雲、薄雲〉、第21駆逐隊〈若葉、初春〉）、水上機母艦「君川丸」、潜水艦部隊等によって編成されていた。
5月21日、大本営海軍部は大海指第247号により、アッツ島守備隊の収容に努力するよう第五艦隊に対し指示した。だが第五艦隊の出撃は度々延期され、天皇は第五艦隊の出撃取止め理由を問いただすことになった。
北方部隊に編入された第二十四航空戦隊の第一部隊（第752航空隊）陸上攻撃機21機は、5月13日幌筵島に進出を完了したが、連日の悪天候に悩まされた。占守型海防艦（国後、石垣、八丈）が陸攻隊の救難、気象観測、誘導のため配置された。
5月23日、天候が回復する。第752航空隊の陸攻19機（指揮官野中五郎大尉）はアッツ島方面に対するはじめての航空攻撃を敢行し、駆逐艦1隻撃沈等の戦果を報告した（未帰還機1）。翌24日、野中隊長指揮下の陸攻17機はアッツ島に到達したが、霧のため目標を視認できなかった。邀撃してきたP-38双発戦闘機と交戦してP-38撃墜8（不確実2）を報じたが陸攻3機（ほかに着陸時大破1）をうしなった。翌日の使用可能機数は、陸攻30と零戦12と報告している。
25日以降ふたたび天候が悪化し、その後は航空攻撃の機会を得られなかった。キスカ島の海軍守備隊（第五十一根拠地隊、司令官秋山勝三海軍少将）は、アッツ島守備隊激励のため水上機を1回だけ派遣したという。
25日、第一水雷戦隊を中心とする艦隊が敵艦隊への攻撃及び緊急輸送のため、アッツ島へ向け幌筵を出撃した。編成は以下の通り。
- 軽巡洋艦「木曾」[256]「阿武隈」[68]
- 駆逐艦「長波」「若葉」「初霜」「朝雲」「白雲」「薄雲」「沼風」「神風」

第五艦隊は米艦隊の包囲網を突破、駆逐艦2隻（神風、沼風）は5月28日（陸軍部への通告では27日）にアッツ島へ到着し補給を行う予定であった。27日、アッツ島沖で荒天に遭遇し、一時待機となった。
5月28日、第五艦隊参謀江本少佐（アッツ島）は「漸次急迫シツツアリ 本日ノ輸送ハ是非実行サレ度」と電報したが、第一水雷戦隊は既に作戦中止の意向であった。旧式駆逐艦の上に大量の物件を搭載していた第1駆逐隊（神風、沼風）は悪天候の中で航行困難となり、命令により幌筵に帰投した。
5月29日朝、連合艦隊は機動部隊の出撃を取りやめた。
同じくアッツ島沖の第一水雷戦隊も30日0230「行動ヲ中止シ幌筵ニ帰投ス」を発令し、引き返した。連合艦隊は第五艦隊に「潜水艦ヲ以テ熱田島残留者（報告者ノミニテモ可）収容ノ手段ヲ講ゼラレタシ」と下令した。この命令により伊号第24潜水艦がアッツ島に向かったが収容に失敗し、同艦は6月11日に撃沈された。江本少佐以下4名もアッツ島で死亡した（前述）。

## 分析

### 日本側

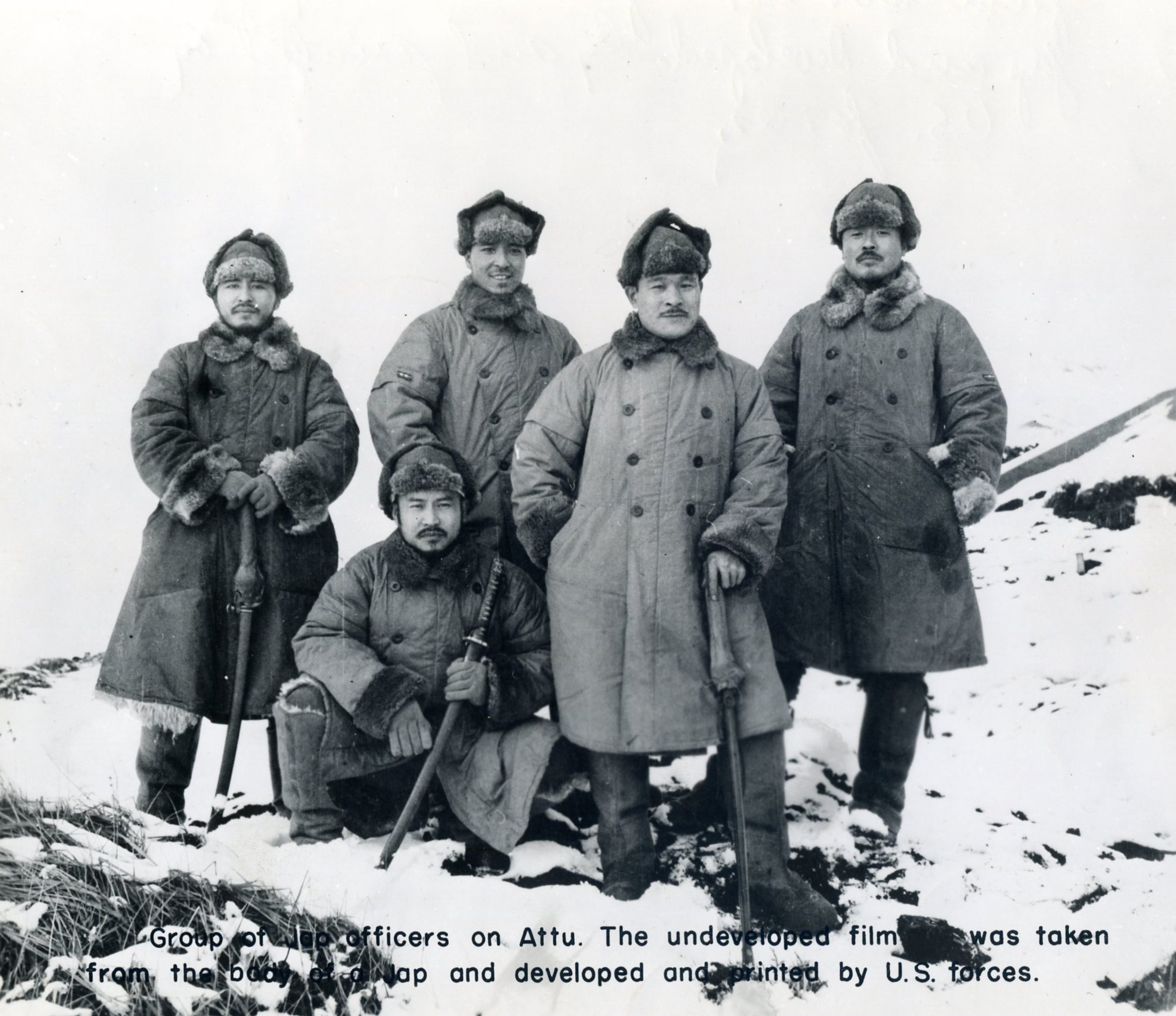
アッツ島守備隊の日本軍将校、氏名は不明

戦史叢書ではアッツ島の守備隊が全滅した理由として以下の理由を挙げている。
- アッツ島の占領目的が陸海軍で一致していなかった。
- 離島防御への認識が不十分で、「守備兵がおれば確保が可能である」という程度のものだった。
- 航空機に関して、アリューシャン方面の分担区分が明確でなかった。
- 米軍の反攻に対する誤判断。
- 米軍がアムチトカ島へ進攻し、飛行場を建設してアッツ、キスカ両島へ空襲を行うようになっても何の施策も行わず、無為に過ごした。

当時、聨合艦隊は4月18日の海軍甲事件で山本五十六聯合艦隊司令長官や参謀複数が戦死、宇垣纏聯合艦隊参謀長も重傷を負い、新司令長官古賀峯一海軍大将は着任したばかりで指揮系統が混乱していた。黒島亀人大佐（当時、聯合艦隊先任参謀）は「聨合艦隊司令部は一致して北方における積極作戦に反対であった。それは北方は地勢的、気象的に不利であり、当時は燃料が逼迫（）し軍令部からも注意があった等のためである」と回想している。
聨合艦隊参謀長の宇垣纏は5月13日の時点で日記に以下のように書いている。
アッツ島救援作戦の中止の理由としては、空母機動部隊の航空隊がい号作戦で消耗していたこと、占領した蘭印地域の油田の操業再開や輸送に手間取ったため内地の燃料備蓄に余裕が無かったことが戦史叢書には挙げられている。また日本軍機動部隊が出動しても機動部隊同士の艦隊決戦生起の公算が少ないと判断されたこと、北方の天候と母艦搭乗員の練度不足、米軍基地航空圏下での作戦になりレーダーの性能差もあって海上決戦に不利であることも要素であった。
特に輸送に関しては本来民需の維持に必要な輸送船をガダルカナルなどの南方戦線へ投入したため、蘭印地域から本土へ原油を輸送するための輸送船を十分に確保できなかった。この問題に関しては1942年末の時点でさらなる民間船舶の増徴及び南方戦線への投入を主張する陸軍参謀本部第1部長の田中新一少将が参謀本部第1部長室にて佐藤賢了軍務局長との乱闘事件を、翌日には首相官邸にて東條英機首相に対して罵倒事件（バカヤロー発言）を起こした結果辞任する事態になっていた。
1943年（昭和18年）5月28日の大本営陸海軍部合同研究会で、山本親雄軍令部第一課長が次のように弁解している。
この事情により日本海軍の空母機動部隊（一航戦〈翔鶴、瑞鶴、瑞鳳〉、二航戦〈隼鷹、飛鷹、龍鳳〉）は1943年中盤までほとんど活動できなかった。
海軍の作戦指導に対して陸軍では釈然としないものがあった。アッツ島上陸直前の5月8日、連合艦隊旗艦「武蔵」で大本営海軍部（伊藤整一軍令部次長、山本親雄第一課長）を交えておこなわれた作戦研究で、連合艦隊は「艦隊決戦のためなら離島守備隊もあえて捨て石にする」と決定し、前線部隊も「至極当然のこと」と受け止めていた。大本営陸軍部も同意見であったが「果たして連合艦隊は出撃するのか、出撃しても成算はあるのか」と疑っていたという。アッツ島戦後、陸軍参謀総長杉山元及び参謀次長は「アッツ問題に関連して海軍が協力してくれなかったと言う風ことは一切言うな」と発言している。

### アメリカ側

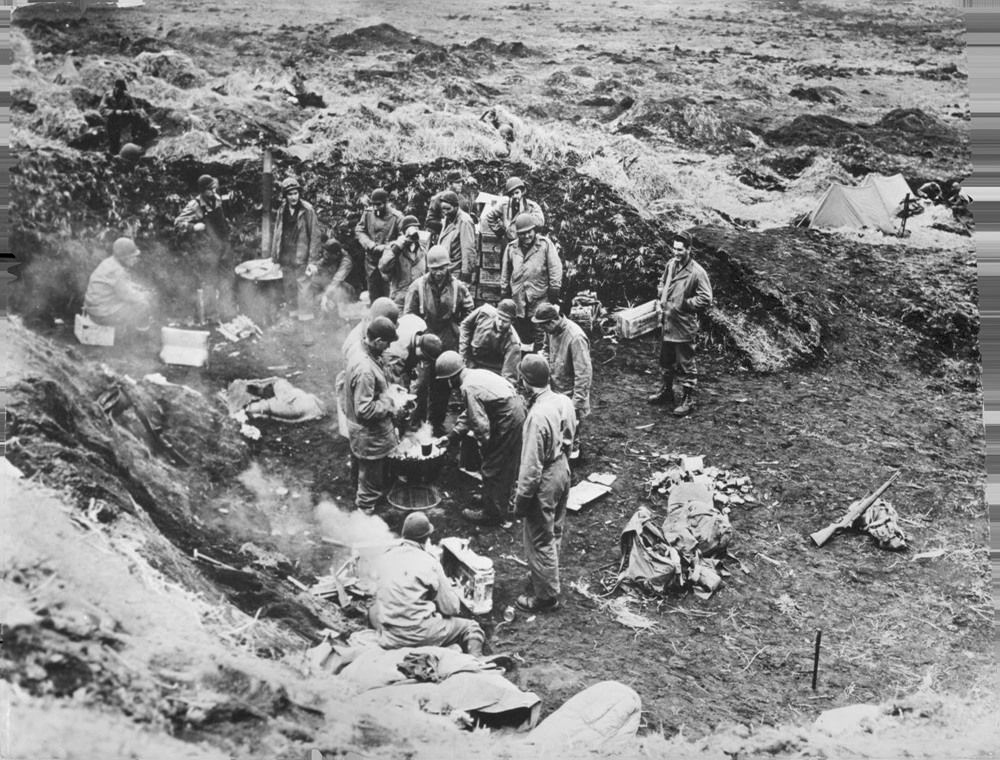
ホルツ湾（日本名北海湾）で朝食をとるアメリカ兵、アッツ島の戦いでアメリカ軍の装備品の問題点が明らかとなり、この後改良が進められた。

アメリカ軍は予想外の損害を受けながらも、それを克服して日本軍からアメリカ領土を取り返した本作戦について、以下の様に振り返っている。
アメリカ軍は上記の通りにこの作戦で後の上陸作戦における貴重な教訓を学んだとしているが、この半年後に行われたマキンの戦いにおいても、第7歩兵師団と同じアメリカ陸軍の第27歩兵師団が、第一次世界大戦当時の、｢部隊は味方の砲兵弾幕の中を前進し、敵の戦闘力が粉砕されるまで前進しない｣という大陸型戦闘訓練しか受けておらず、マキン島への上陸作戦で苦戦しており、水陸両用作戦の戦術が洗練されるには、時間と友軍将兵の大量の出血を要することになった。
敵である日本兵についての分析についても、バンザイ突撃まで行って、ほぼ全員が戦死するまで戦ったことについて、日本軍は「武士道」に準じており、弱さを非難し、戦い、勇敢さ、忠誠心、服従を称賛し、降伏はひどく不名誉なことであり、兵士たちは捕虜になるよりも自殺するように指示されていたなどと、その独特の価値観を評する一方で、これまでの「日本兵超人伝説」を否定するために、アメリカ軍戦訓広報誌「Intelligence Bulletin」で以下のような分析の記事を掲載し、日本兵と対峙するアメリカ兵たちに無用に恐れることがないように教育している。
アメリカ軍はこの作戦で、戦闘での死傷者を上回る数の戦病者を出したが、もっとも多かったのは凍土に長期間滞在したことによる凍傷であり、アメリカ兵に支給されていた軍靴は革靴で、氷雪が溶けてぬかるむ5月のアッツ島に合わず、凍傷に苦しむ者が1,200名ほど出たという。彼らは凍傷で足が痛むため、しばしば手をついて進み、今度は爪の下が内出血する者が出た。これを教訓として、アメリカ軍の軍用ブーツが改良されている。また、寒冷地での軍服にも問題が多く、アッツの風雨にさらされて寒さに耐え切れなくなったアメリカ兵は危険を冒しても、激しい銃撃戦の中で戦死した日本兵の死体から衣服を剥がして上から着込んでいたという。さらに、幕営用のテントやレーションにも問題が多いことが判明し、その改良が図られ、この後のアメリカ全軍の軍装備品改良に大きく寄与することとなった。

## 影響

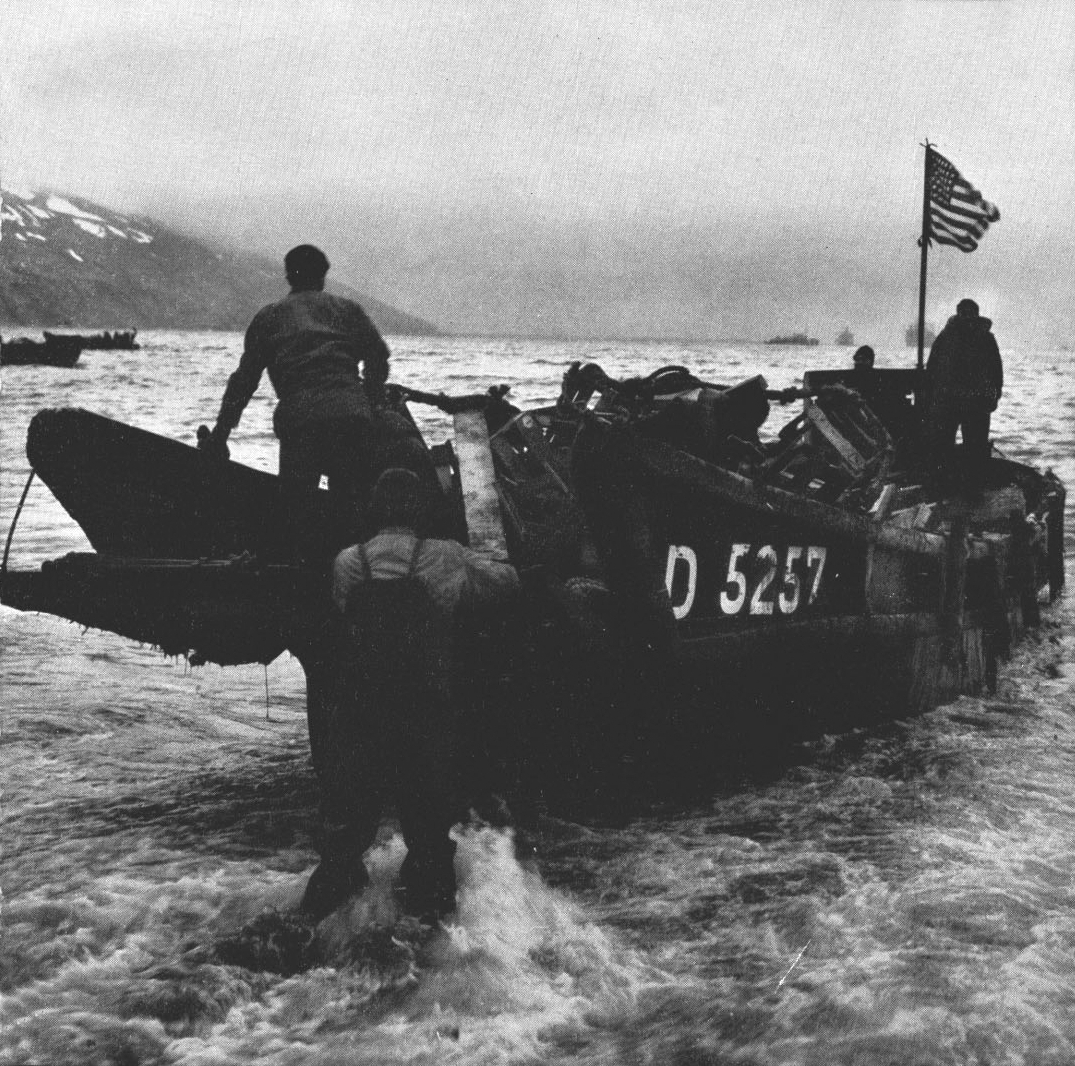
アリューシャン戦線のこのアッツ島の戦いにおいて、鹵獲した大型上陸用舟艇の大発動艇を使用するアメリカ軍

アッツ島の喪失によってよりアメリカ本土側に近いキスカ島守備隊は取り残された形となったが、日本軍は前述のように5月20日附でキスカ島からの撤退を決定していた。海軍では第一水雷戦隊司令官森友一少将が急病で倒れたため、木村昌福少将が第一水雷戦隊司令官となっていた。潜水艦による第一次撤収作戦と水雷戦隊による第二次撤収作戦が実施され、キスカ島の将兵は脱出・撤退に成功した。日本軍キスカ撤収直後、連合国軍はコテージ作戦を発動して8月15日にキスカ島上陸作戦を敢行したが、空振りに終わった。
アッツ守備隊玉砕の報告は5月30日に昭和天皇に伝えられた（上述）。戦後数十年たって発行された森山の著作には、昭和天皇は、上奏をした杉山元参謀総長へ「最後まで良くやった。このことをアッツ島守備隊へ伝えよ」と命令した「守備隊は全員玉砕したため、打電しても受け手が居りません」と言った杉山に昭和天皇は「それでも良いから電波を出してやれ」と返答した云々の記載があるが、5月30日の陸軍少将眞田穣一郎（当時参謀本部第一部長、のち陸軍省軍務局長）の日記には「陛下からはご下問も何もなし」と記録されている。
さらにアッツ島での玉砕の報を聞いた時に東条英機首相・陸軍大臣は声をつまらせたというが、昭和天皇の陸海軍に対する評価は以下のとおり。
アッツ島守備隊の壊滅は「玉砕」と美化して発表され（公に玉砕が使われる嚆矢となった。）、また、一か月以上も前に起こっていた山本五十六連合艦隊司令長官の戦死もこの頃発表されて国葬が行われ、それらの報道は銃後の国民の戦争覚悟を高める効果があったとする見方がある。

## 戦後

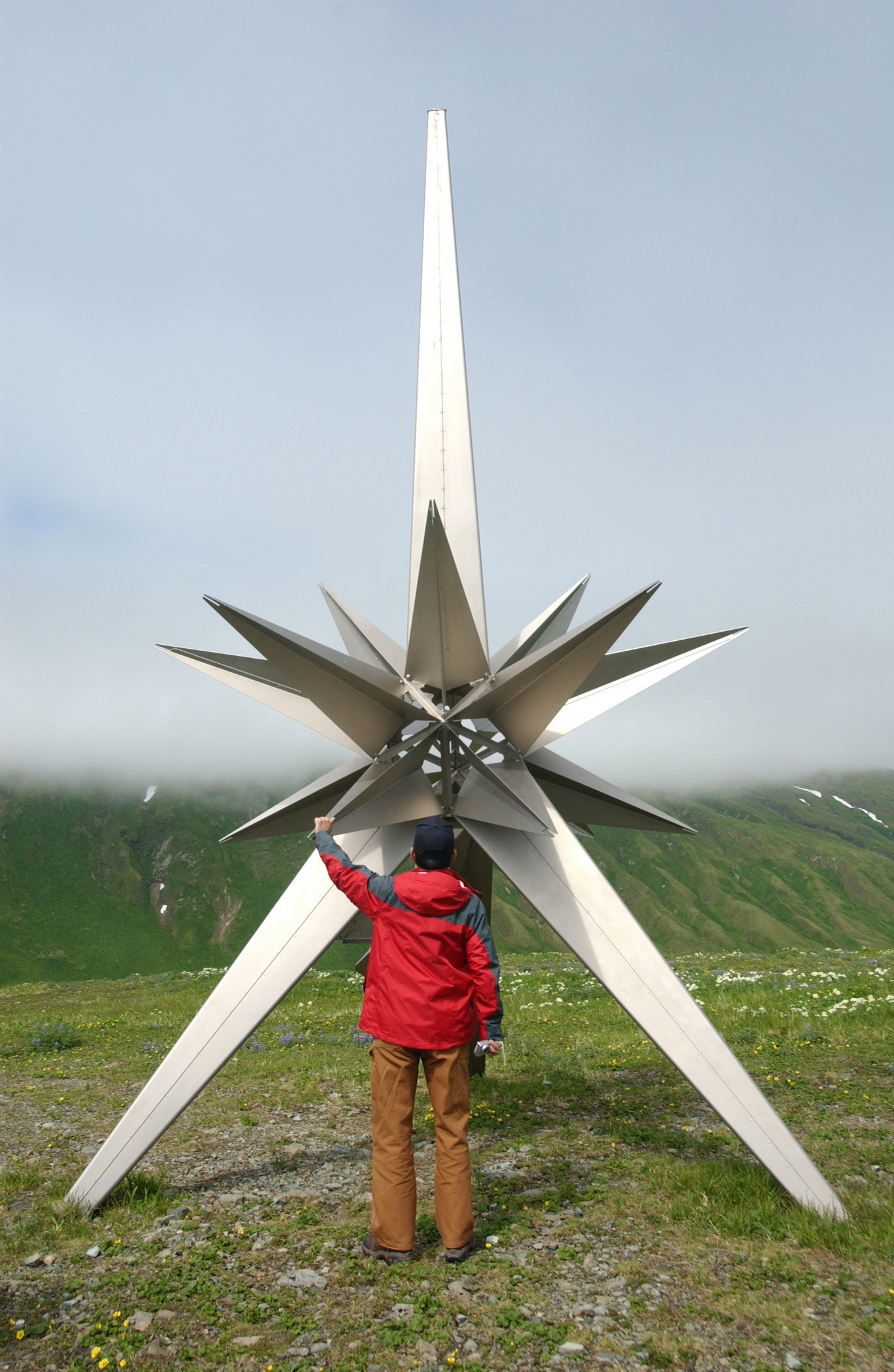
北太平洋戦没者の碑

1953年（昭和28年）7月上旬から約三週間にわたり、日本の慰霊団（団長は不破博元陸軍大佐、首席団員は相良辰雄元海軍大尉）が巡視船だいおうに乗船してアッツ島を訪問し、遺骨収集をおこなった。遺骨収集には在島アメリカ海兵隊が協力した。日本軍守備隊の遺体は帆布製の遺体収容袋におさめられ、数か所に分散して埋葬されていた。海軍参謀の江本中佐の遺体も洞窟内で発見された。
日本側慰霊団は、アメリカが建てた記念碑の近くに石碑を建立した。
1968年（昭和43年）7月29日、札幌護国神社において「アッツ島玉砕雄魂之碑」の除幕式と慰霊祭がおこなわれた。除幕式には、防衛庁長官や北海道知事をはじめ、桶口（元北方軍司令官）や山崎隊長長男など関係者多数が参列した。
1985年にアッツ島の戦闘地域は、アメリカ合衆国国定歴史建造物に指定された。
1987年には、日本政府によりアッツ島の戦いを記念した「北太平洋戦没者の碑」が工兵隊の丘（Engineer Hill。山崎の最後の攻撃を撃退した部隊が米陸軍工兵第50連隊であったことから名づけられた。）に建てられた。
2019年5月29日、札幌市でアッツ島戦没者慰霊祭が行われ、「戦没者慰霊の会」が設立された。